# Economía de Brasil

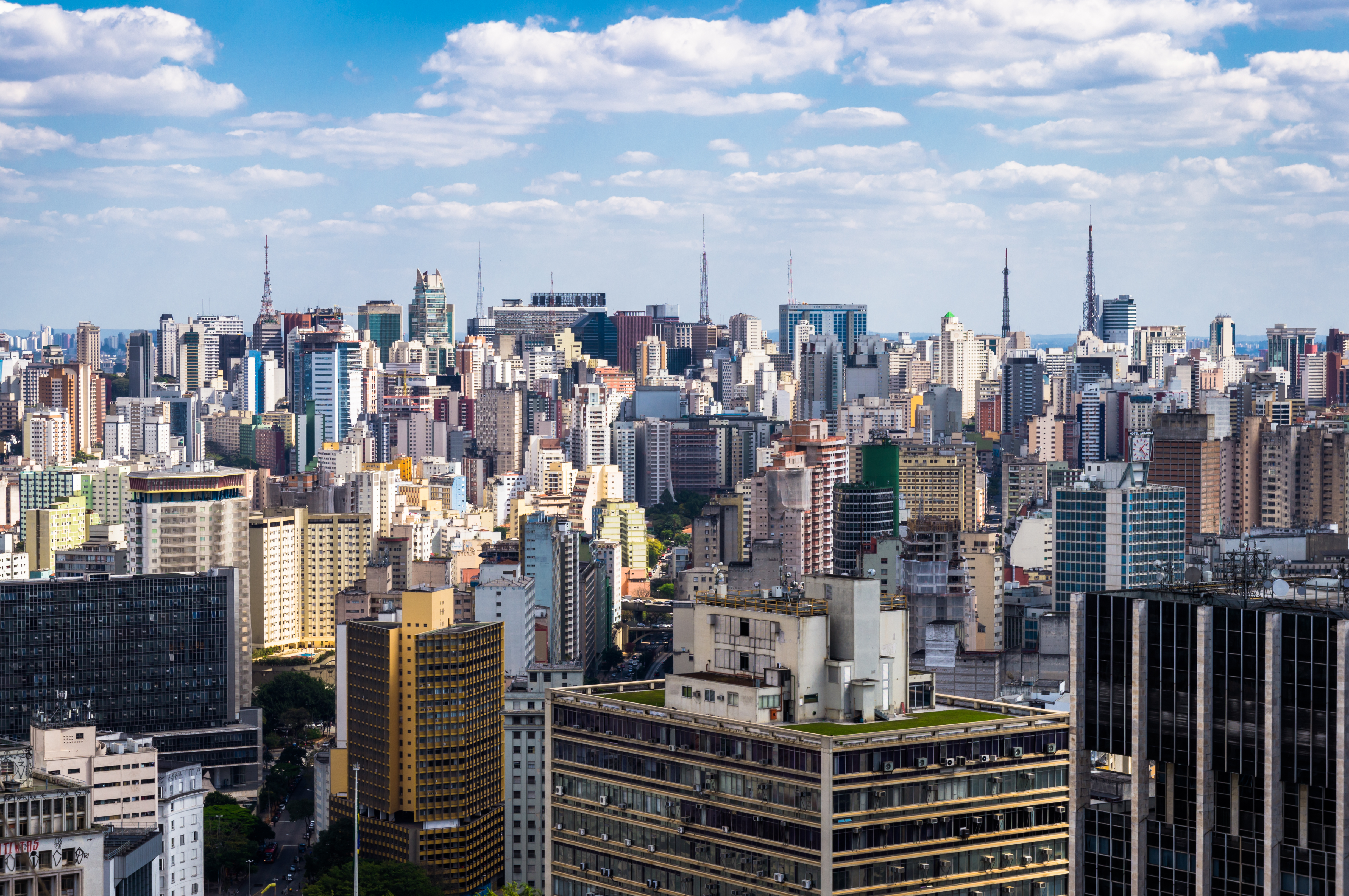
La ciudad de São Paulo ocupará el sexto puesto en el "ranking" de las ciudades más ricas a nivel mundial hasta el año 2025.

La economía de Brasil es la mayor economía de América Latina en cuanto a PIB y la segunda de toda América, la decimosegunda a nivel mundial según el FMI, el The World Factbook de la CIA, y el Banco Mundial. Con un PIB (producto interno bruto) en valor de paridad de poder adquisitivo (PPA) de 3 248 000 millones de dólares al 2019. Según las estimaciones del FMI, Banco del Sur y el Banco Mundial, la economía de Brasil en las décadas siguientes, debe estar entre las cinco mayores potencias del mundo, junto a China, Estados Unidos, India e Indonesia. Considerando la población estimada para el año del 2019 (211 millones de personas), la renta per cápita ascendería a US$15 600 dólares. Las exportaciones brasileñas alcanzan, al año de 2019, los USD 217 000 millones.
La economía de Brasil se ha convertido en una de las principales del mundo, a partir de 2003, propiciado por un incremento del volumen y precio de la demanda internacional de materias primas, básicamente  minerales, petróleo, carbón, y carne que fue acompañado de la entrada de nuevos capitales y un conjunto de reformas estructurales. Se consiguió así alcanzar una mayor estabilidad macroeconómica y una reducción de los niveles de pobreza, con una expansión de los programas de asistencia social para los pobres.
Brasil afrontó la crisis económica iniciada en 2008 con un mayor margen de maniobra que en ocasiones anteriores. La caída del PIB en 2009 fue solo del 0,3% y en 2010 subió con fuerza al llegar al 7,5%.
Sin embargo desde 2011, se advierte un agotamiento del modelo de crecimiento experimentado hasta ese momento y la existencia de algunas limitaciones estructurales al crecimiento, que no acaba de despegar, a pesar de que cuenta con importantes recursos naturales, una población relativamente joven y estabilidad política y económica.
Su economía era relativamente cerrada, tiene unos US$349.000 millones en reservas internacionales. En el 2009: El volumen de ventas minoristas en Brasil registró un aumento desestacionalizado de 1,5 en febrero y prolongó así el leve repunte de enero, informó el Instituto Brasileño de Geografía y Estadísticas (IBGE). Las ventas minoristas crecieron un 3,8% interanual en febrero.
En 2016, Brasil es el tercer país con mayor desigualdad de América Latina. En 2016, el 10% más rico de la población poseía el 55% del ingreso nacional.

## Sectores de la economía
El sector primario (agricultura y ganadería) es responsable de alrededor del 5% del PIB total de Brasil en 2019, ya que el IBGE considera solo lo que se produce en las fincas. En 2019, el sector movió R $ 322 mil millones de un total de R $ 7,3 billones. Si se tiene en cuenta la participación de las agroindustrias (como los mataderos) y el sector de servicios de la actividad (como el transporte de mercancías), la agroindustria en su conjunto representa al menos el 20% del PIB brasileño.
Brasil es el mayor productor mundial de caña de azúcar, soja, café,  naranja, guarana, açaí y nueces de Brasil; es uno de los 5 mayores productores de maíz, papaya, tabaco, piña, plátano, algodón, frijol, coco, sandía y limón; y es uno de los 10 productores más grandes del mundo de cacao, anacardo, aguacate, caqui, mango, guayaba, arroz,  sorgo y tomate. También se encuentra entre los 15 mayores productores mundiales de uva, manzana, melón, maní, higo, melocotón, cebolla, caucho natural y aceite de palma.
En 2019, Brasil fue el mayor productor mundial de caña de azúcar, soja, café y naranja, el 2nd productor de papaya, el 3rd productor de maíz, tabaco· y piña, el 4th productor de algodón y yuca, el quinto productor de coco y limón, el sexto productor de cacao y aguacate, noveno productor de arroz, décimo productor de tomate y undécimo productor de uva y manzana·. El país también es un gran productor de plátano· pero casi toda la producción está destinada al consumo nacional. Por último, Brasil también produce grandes cantidades de frijol·, maní, patata·, zanahoria, anacardo, mandarina, caqui, fresa, guaraná, guayaba, açaí, nuez de Brasil·, yerba mate, Entre otros. La caña de azúcar se utiliza para la fabricación de azúcar pero también para la de etanol que está destinado a operar una flota de vehículos (el sector del etanol es un biocombustible).
En la producción de proteínas animales, Brasil es hoy uno de los países más grandes del mundo. En 2019, el país fue el mayor exportador mundial de carne de pollo. También fue el segundo productor más grande de carne de vacuno, el tercer productor mundial de leche, el cuarto productor mundial de carne de cerdo y el séptimo productor de huevos en el mundo.
En 2017, las bandadas en Brasil fueron del siguiente orden: 1,425,699,944 aves, con 242,767,457 pollos y 15,473,981 codornices; 214.899.796 bovinos, 41.099.460 cerdos, 17.976.367 ovejas, 9.592.079 cabras y 1.381.395 búfalos, además de 5.501.872 equinos.
En el sector minero, Brasil se destaca en la extracción de mineral de hierro (donde es el segundo exportador mundial), cobre, oro, bauxita (el uno de los 5 mayores productores del mundo), manganeso (uno de los 5 mayores productores del mundo), estaño (uno de los mayores productores del mundo), niobio (concentrados 98 % de las reservas de niobio conocidas en el mundo) y níquel. En cuanto a las piedras preciosas, el Brasil es el mayor productor mundial de amatista, topacio, ágata y uno de los principales productores de turmalina, esmeralda, aguamarina, granate y ópalo.
En 2019, las cifras de Brasil fueron las siguientes: fue el mayor productor mundial de niobio (88,9 mil toneladas); el segundo productor mundial de tantalio (430 toneladas); el segundo productor mundial de mineral de hierro (405 millones de toneladas); el cuarto productor mundial de manganeso (1,74 millones de toneladas); el cuarto productor mundial de bauxita (34 millones de toneladas); el cuarto productor mundial de vanadio (5,94 mil toneladas); el quinto productor mundial de litio (2,4 mil toneladas); el sexto productor mundial de estaño (14 mil toneladas); el octavo productor mundial de níquel (60,6 mil toneladas); el octavo productor mundial de fosfato (4,7 millones de toneladas); el duodécimo productor mundial de oro (90 toneladas); el decimocuarto productor mundial de cobre (360 mil toneladas); el decimocuarto productor mundial de titanio (25 mil toneladas); el decimotercer productor mundial de yeso (3 millones de toneladas); el tercer productor mundial de grafito (96 mil toneladas); el vigésimo primer productor mundial de azufre (500 mil toneladas); el noveno productor mundial de sal (7,4 millones de toneladas); además de haber tenido una producción de cromo de 200 mil toneladas.

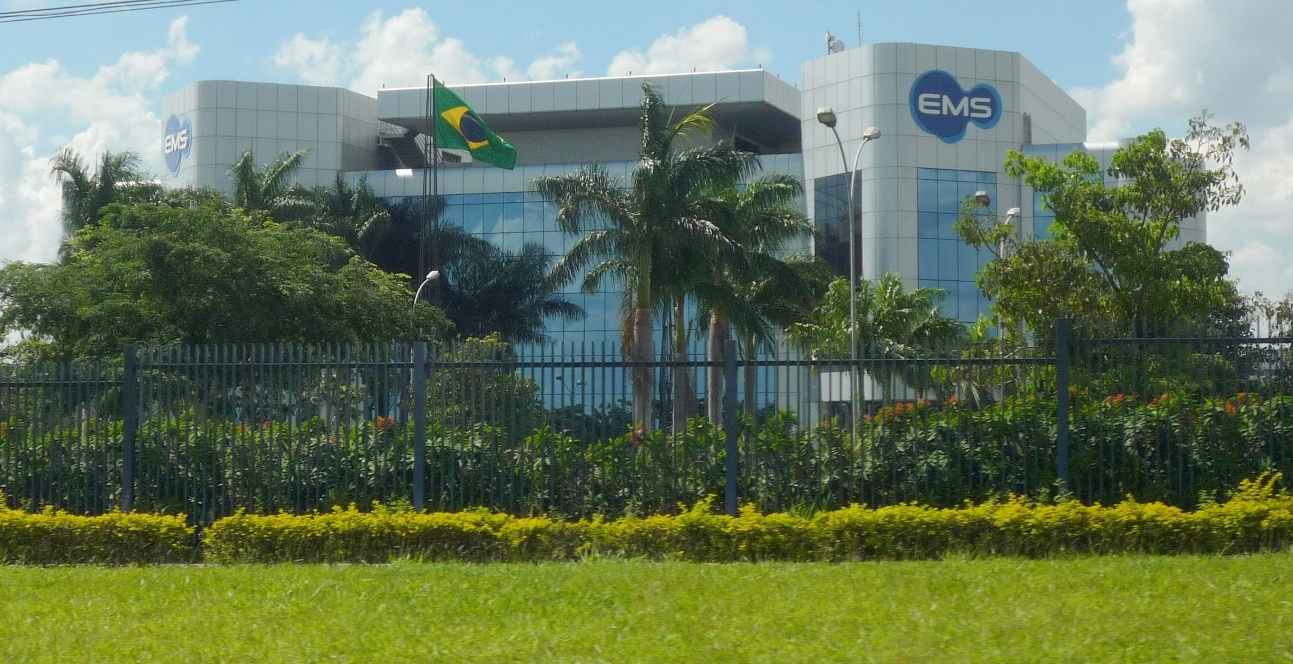
EMS ,la mayor industria farmacéutica de Brasil, en Hortolândia

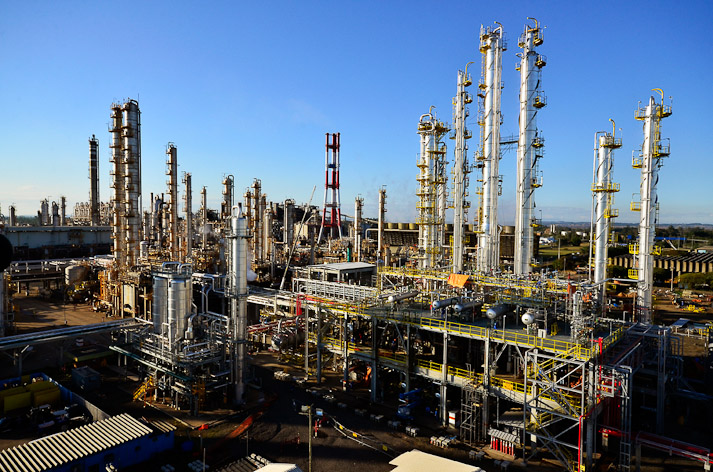
Braskem, la mayor industria química de Brasil

En sector secundario (industria), Brasil es el líder industrial en América Latina. En 2019, el sector secundario, que comprende los plásticos, alimentos, bebidas, metalurgia, industria textil, entre otros, representó solo el 11% de la actividad económica de Brasil. Hace dos décadas, la actividad representaba más del 15% del PIB. En 1970, la participación fue del 21,4%. La industria brasileña es una de las que mostró el mayor descenso en el mundo en casi 50 años. La desindustrialización de la economía brasileña es muy particular y ocurrió muy temprano, ya que es normal que la industria pierda espacio cuando el ingreso per cápita de las familias comienza a crecer, ya que consumen más servicios y menos bienes, sin embargo, en Brasil, no se logró un ingreso per cápita alto y el país no se enriqueció lo suficiente para que la estructura productiva migrara tan rápidamente. Con eso, el país está estancado. El estancamiento del sector explica en parte la lenta reanudación del mercado laboral en el país. La solución al problema, según los expertos, sería más mecanismos de financiamiento, resolviendo cuellos de botella en la infraestructura nacional y en el sistema tributario para apalancar nuevamente la industria y hacer más competitivo a Brasil. Brasil es el noveno parque industrial del mundo.
En la industria alimentaria, en 2019, Brasil fue el segundo mayor exportador de alimentos procesados del mundo. En 2016, el país fue el segundo productor de celulosa en el mundo y el octavo productor de papel. En la industria del calzado, en 2019, Brasil ocupó la cuarta posición entre los productores mundiales. En 2019, el país fue el octavo productor de vehículos y el noveno productor de acero del mundo. En 2018, la industria química de Brasil fue la 8.ª del mundo. En Industria textil, Brasil, aunque estaba entre los 5 mayores productores mundiales en 2013, está muy poco integrado en el comercio mundial. En la industria de la aviación, Brasil tiene Embraer, el tercer fabricante de aviones más grande del mundo, solo detrás de Boeing y Airbus.
La representatividad del sector terciario (comercio y servicios) fue del 75,8% del PIB del país en 2018, según el IBGE. El sector de servicios fue responsable del 60% del PIB y el comercio fue responsable del 13%. Abarca una amplia gama de actividades: comercio, alojamiento y alimentación, transporte, comunicaciones, servicios financieros, actividades inmobiliarias y servicios prestados a empresas, administración pública (limpieza urbana, alcantarillado, etc.) y otros servicios como la educación, servicios sociales y sanitarios, investigación y desarrollo, actividades deportivas, etc., ya que se compone de actividades complementarias a otros sectores.
Microempresas y pequeñas empresas representan el 30% del PIB del país. En el sector comercial, por ejemplo, representan el 53% del PIB dentro de las actividades del sector.
En 2017, el número de personas empleadas en actividades comerciales en Brasil fue de 10,2 millones de personas (74,3% en comercio minorista, 17,0% en comercio mayorista y 8,7% en comercio de vehículos, piezas y motocicletas). El número de empresas comerciales fue de 1,5 millones y el número de tiendas fue de 1,7 millones. La actividad comercial en el país generó R $ 3,4 billones en ingresos operativos netos (ingresos brutos menos deducciones, como cancelaciones, descuentos e impuestos) y R $ 583,7 mil millones en valor agregado bruto. El margen comercial (definido por la diferencia entre los ingresos netos por reventa y el costo de los bienes vendidos) alcanzó R $ 765,1 mil millones en 2017. De este total, el comercio minorista fue responsable del 56,4%, el mayorista de 36, 0% y el comercio de vehículos, repuestos y motocicletas en un 7,6%. En los ingresos operativos netos de 2017, el comercio minorista tuvo 45,5%, el mayorista 44, 6% y el sector automotor con 9,9%. Entre los grupos de actividades comerciales, Hipermercados y Supermercados tuvieron el 12,5%; el comercio mayorista de combustibles y lubricantes tuvo un 11,3%; el comercio al por menor y al por mayor de productos alimenticios, bebidas y tabaco tuvo 4.8% y 8.4%, respectivamente; el comercio de vehículos de motor, el 6,1% ; el comercio mayorista de máquinas, dispositivos y equipos, incluidas las tecnologías de la información y las comunicaciones, tuvo el 3,7%.
Los ingresos por turismo en el país en 2019 totalizaron R $ 238,6 mil millones. El Sudeste representó el 61,6% de los ingresos del sector turístico, con R $ 147 mil millones, de los cuales R $ 96,7 mil millones sólo en São Paulo. Río de Janeiro, segundo en ventas, obtuvo R $ 25,5 mil millones. Minas Gerais presentó R $ 19,2 mil millones en ventas. El Sur participó con el 15,9% (R $ 37,9 mil millones) mientras que el Nordeste fue responsable del 12,6% (R $ 30 mil millones). Medio Oeste (6,9%, R $ 16,5 mil millones) y Norte (3,0%, R $ 7,3 mil millones) completan el cuadro. Los segmentos restaurante y afines (53,3%), transporte de pasajeros (26%) y alojamiento y afines (11%) fueron responsables del 90% de las ventas turísticas, con un valor de alrededor de R $ 216 mil millones. Hoy en día, hay 2,9 millones de trabajadores en el sector, el 67% de los cuales trabaja en alojamiento y comidas.

## Exportaciones

Representación gráfica de los productos de exportación del país en categorías codificadas por color, 2019.

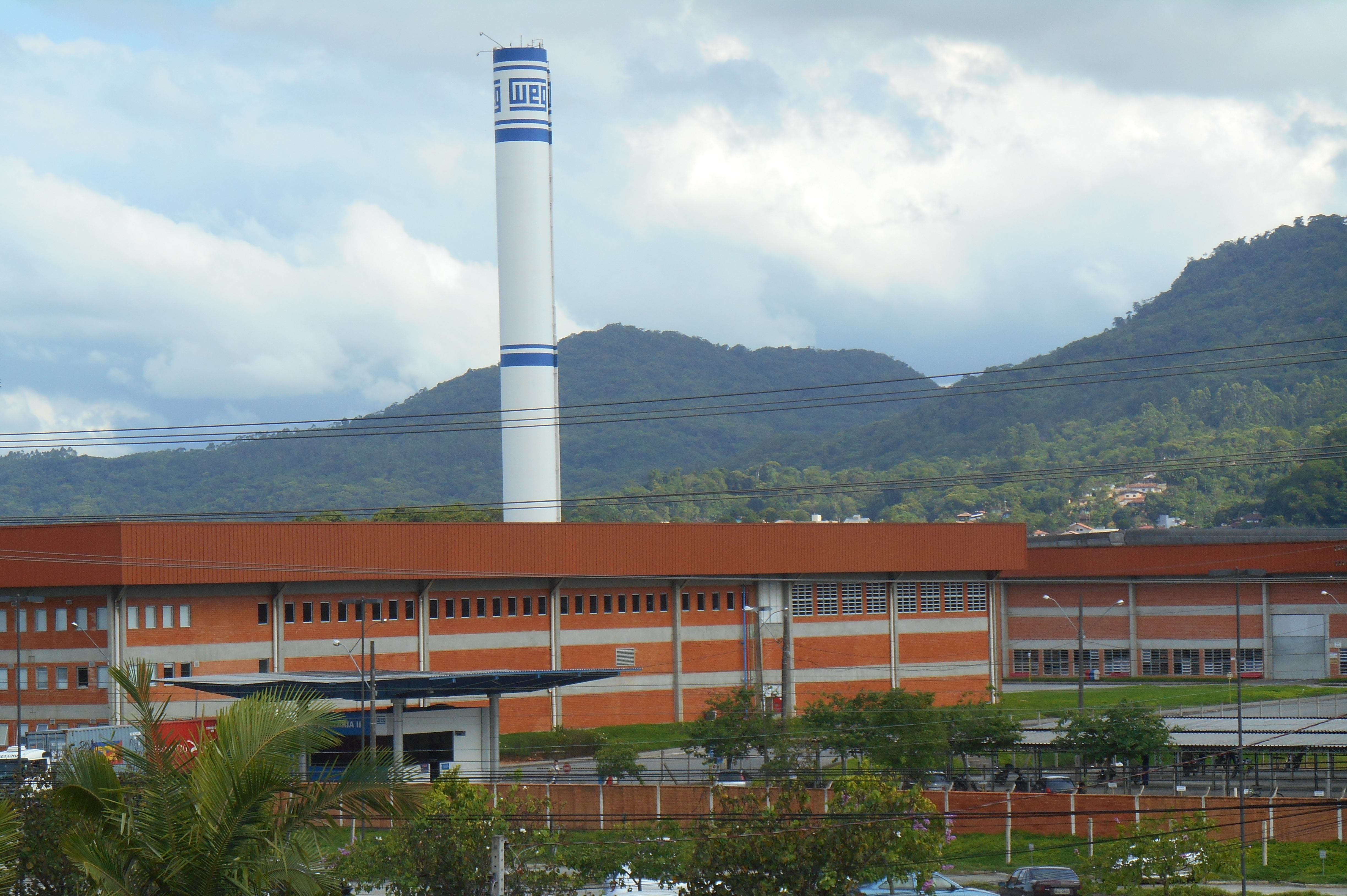
WEG, uno de los mayores fabricantes de equipos eléctricos del mundo.

Brasil fue el 27.º exportador más grande del mundo en 2019, con el 1,2% del total mundial.
En 2019, Brasil exportó casi $ 225 mil millones e importó $ 177 mil millones, con un superávit de $ 48 mil millones. Los diez principales productos de exportación del país fueron:
- Soja: representó el 12% de las exportaciones del país, con un valor de $ 26 mil millones.
- Petróleo - 11% de las exportaciones, por un valor cercano a los $ 24 mil millones de dólares.
- Mineral de hierro: casi el 10% de las exportaciones de Brasil, por un valor de $ 22 mil millones.
- Celulosa: 3.4% de las exportaciones, valoradas en $ 7.5 mil millones de dólares.
- Maíz - 3.3% de las exportaciones nacionales, valoradas en $ 7.3 mil millones.
- Carne de res: casi el 3% de las exportaciones brasileñas, por un total de $ 6.5 mil millones.
- Carne de pollo: 2.8% de las exportaciones del país, por valor de $ 6.3 mil millones.
- Harina de soja: 2.6% de las exportaciones brasileñas, valoradas en $ 5.8 mil millones.
- Azúcar: 2% de las exportaciones, valoradas en $ 4.6 mil millones.
- Café - 2% de las exportaciones, por valor de $ 4.5 mil millones.[117][118]

En manufacturas en general, el país exportó US $ 5,8 mil millones durante el año. El país también exporta algodón, tabaco, jugo de naranja, zapatos, aviones, helicópteros, automóviles, repuestos de vehículos, oro, etanol, hierro semiacabado, entre otros.
Los principales países a los que Brasil exporta en 2019 fueron:
- China - $ 63,4 mil millones
- Estados Unidos - $ 29,7 mil millones
- Holanda - $ 10,1 mil millones
- Argentina - $ 9,8 mil millones
- Japón - $ 5,4 mil millones
- Chile - $ 5,2 mil millones
- México - $ 4,9 mil millones
- Alemania - $ 4,7 mil millones
- España - $ 4 mil millones
- Corea del Sur - $ 3,4 mil millones.[117][118]

El modelo exportador del país, hasta el día de hoy, se basa excesivamente en exportaciones de productos básicos o semimanufacturados, generando críticas, ya que dicho modelo genera poco valor monetario, lo que impide un mayor crecimiento del país en el largo plazo. Son varios los factores que causan este problema, siendo los principales: la recaudación excesiva de impuestos a la producción (debido a que el modelo económico y legislativo del país se basa en el Capitalismo de Estado y no en el capitalismo de libre mercado), la falta de o deficiencia de infraestructura (medios de transporte como carreteras, ferrocarriles y puertos que son insuficientes o débiles para las necesidades del país, mala logística y burocracia excesiva) para la exportación, altos costos de producción (energía cara, combustible caro, mantenimiento de camiones caros, préstamo tasas y financiamiento bancario para producción cara, tasas de exportación caras), baja eficiencia de la fuerza laboral brasileña, la falta de una política industrial, la falta de enfoque en el valor agregado, la falta de agresividad en las negociaciones internacionales, además de las barreras arancelarias abusivas impuestos por otros países a las exportaciones del país. Debido a esto, Brasil nunca ha sido muy prominente en el comercio internacional. Por su tamaño y potencial, podría estar entre los 10 mayores exportadores del mundo, sin embargo, su participación en transacciones comerciales globales suele oscilar entre el 0,5 y el 2% solamente. Entre los diez productos que más exporta Brasil y que más valor generan, ocho provienen de la agroindustria. Aunque todavía modestas, las exportaciones del país han evolucionado y hoy están más diversificadas que en el pasado. A principios del siglo XX, el 70% de las exportaciones brasileñas estaban restringidas al café. En general, sin embargo, el comercio mundial todavía concentra sus escasas exportaciones en productos de baja tecnología (principalmente productos agrícolas y minerales) y, por lo tanto, con bajo valor agregado.

## BRIC (Superpotencias emergentes)
Brasil debido a su enorme población (más de 205 millones de habitantes), el descenso continuo de la pobreza, el aumento desmesurado de las inversiones extranjeras y la rápida industrialización se ha convertido, junto a China, India, Rusia y México, en un destino para inversiones a nivel planetario. Brasil acercó posturas con los países BRIC para mejorar las relaciones entre estas superpotencias ya que, en su conjunto, este grupo posee más dinero que cualquier alianza comercial (a excepción del Tratado de Libre Comercio de América del Norte)
- Año 2006:
  - Principales productos a consumo importados
  - Principales países de origen de importaciones a consumo
  - Principales productos exportados de manera definitiva
  - Principales destinos de exportaciones definitivas

- Año 2007:
  - Principales productos a consumo importados
  - Principales países de origen de importaciones a consumo
  - Principales productos exportados de manera definitiva
  - Principales destinos de exportaciones definitivas

- Año 2008:
  - Principales productos a consumo importados
  - Principales países de origen de importaciones a consumo
  - Principales productos exportados de manera definitiva
  - Principales destinos de exportaciones definitivas

- Año 2009:
  - Principales productos a consumo importados
  - Principales países de origen de importaciones a consumo
  - Principales productos exportados de manera definitiva
  - Principales destinos de exportaciones definitivas

- Año 2010:
  - Principales productos a consumo importados
  - Principales países de origen de importaciones a consumo
  - Principales productos exportados de manera definitiva
  - Principales destinos de exportaciones definitivas

- Año 2011 (actualizado al primer cuatrimestre):
  - Principales productos a consumo importados
  - Principales países de origen de importaciones a consumo
  - Principales productos exportados de manera definitiva
  - Principales destinos de exportaciones definitivas

El primer producto que movió la economía brasileña fue el azúcar. Durante el período de la colonia. Luego un nuevo ciclo empezó con el café. Ese momento fue crucial para transformar al Estado de São Paulo en el más rico del país.
Su economía es importante en el ámbito americano y mundial:
- Agricultura: es el mayor productor de café mundial
- Ganadería: tiene la primera cabaña bovina mundial
- Minería: con gran producción de piedras preciosas
- Industria: productor de materias primas y productos manufacturados, entre ellos equipos militares, televisores, celulares, computadoras, automóviles y aviones.
- Armamento: actualmente se encuentra un período de renovación de su flotilla aérea y marítima para defender el área pre-sal de petróleo

## Comercio exterior

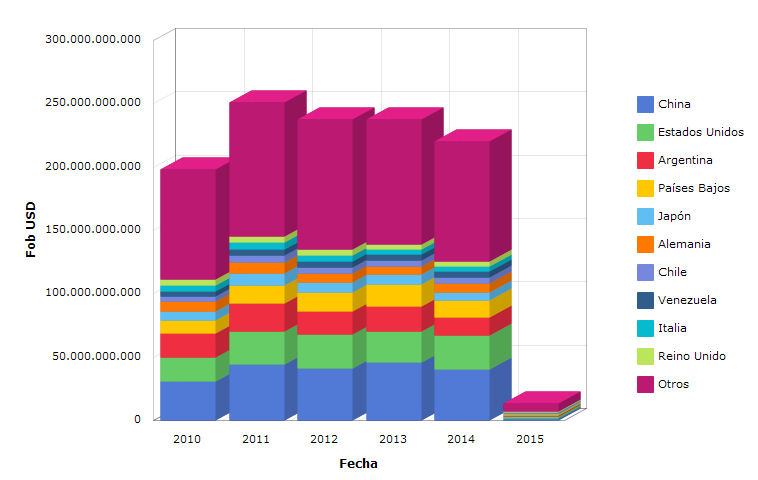
Exportación de Brasil. Principales países importadores en los últimos años. [http://trade.nosis.com/es/Comex/Importacion-Exportacion/Brasil/Todos/BR/00 Fuente

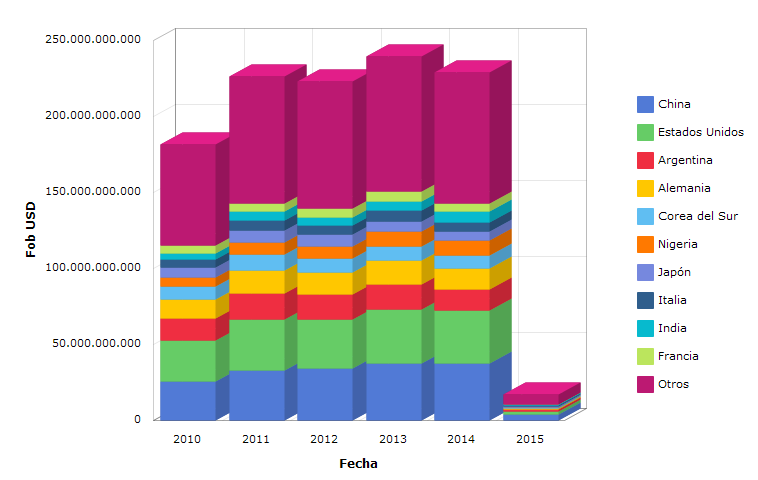
Importación de Brasil. Principales países exportadores en los últimos años. [http://trade.nosis.com/es/Comex/Importacion-Exportacion/Brasil/Todos/BR/00 Fuente

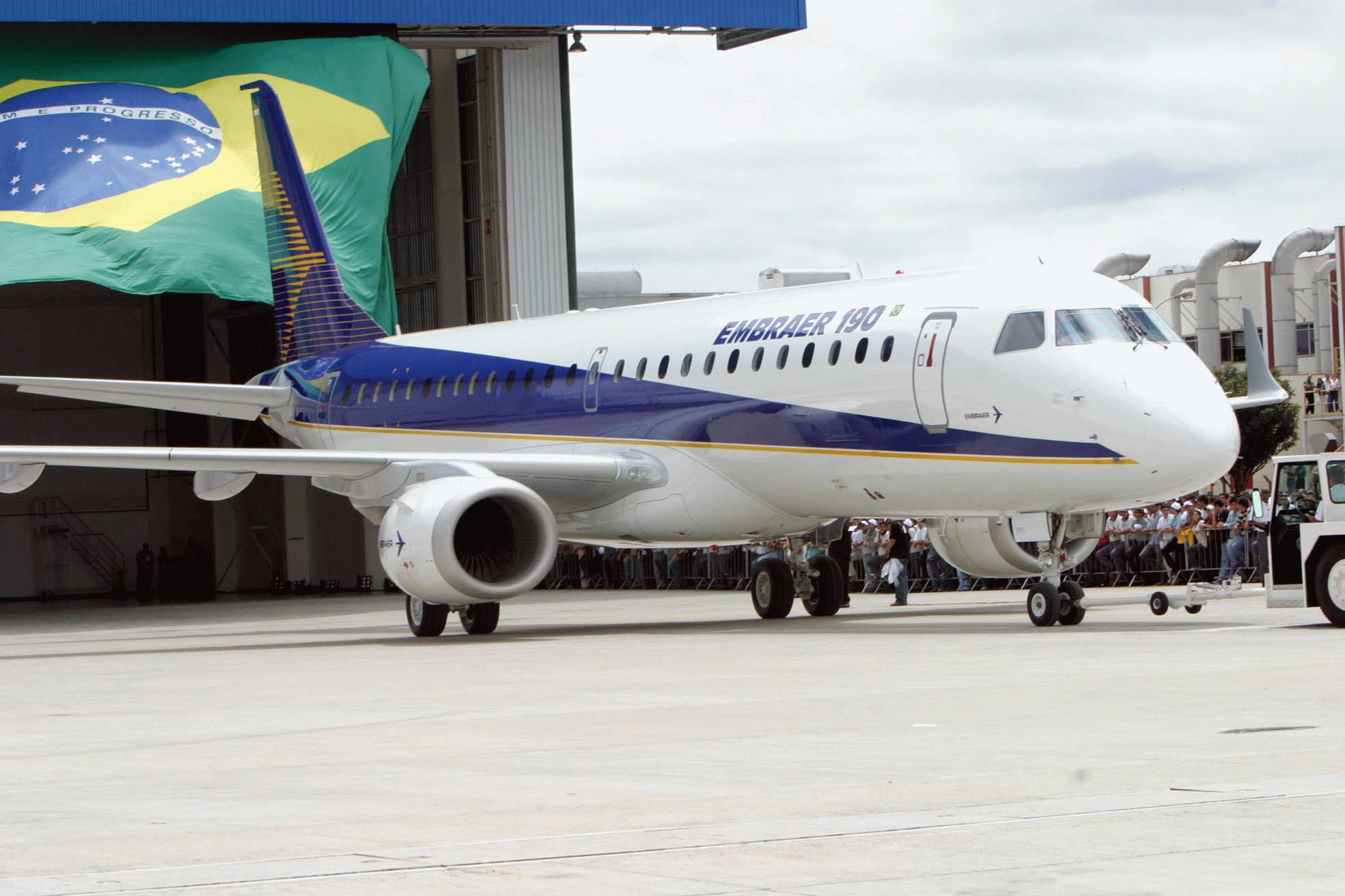
La fabricante de aviones Embraer es una de las mayores exportadoras del país.

La economía brasileña es, en términos de PIB nominal, la primera de América Latina y la tercera de toda América. El PIB medido en valor nominal ocupa la 11.ª posición a nivel mundial (2021). Pero si este se mide en paridad por poder adquisitivo, la brasileña se convierte en la 9.ª economía del planeta (datos del 2021). Los mayores socios de Brasil son Argentina, Mercosur, Estados Unidos, China y la Unión Europea.
Sobre la base de la información suministrada por el Ministerio de Industria y Comercio Exterior, se ofrecen las estadísticas de importación y exportación por producto NCM y país de origen/destino

### Importaciones
Las cifras presentadas en la tabla a continuación son en dólares estadounidenses valor FOB y está compuesta por los socios comerciales de mayor peso en la balanza comercial.
| Fecha País exportador | 2010            | 2011            | 2012            | 2013            | 2014            | Enero-julio de 2015 |
| --------------------- | --------------- | --------------- | --------------- | --------------- | --------------- | ------------------- |
| China                 | 25.593.139.490  | 32.788.424.507  | 34.248.498.759  | 37.302.150.042  | 37.340.607.027  | 19.974.316.638      |
| Estados Unidos        | 27.039.272.624  | 33.962.382.474  | 32.357.093.764  | 36.002.000.069  | 34.999.168.114  | 16.527.549.045      |
| Argentina             | 14.426.306.175  | 16.906.099.483  | 16.444.100.381  | 16.462.929.322  | 14.143.094.058  | 6.449.758.245       |
| Alemania              | 12.552.497.479  | 15.212.859.089  | 14.208.929.793  | 15.182.002.770  | 13.837.218.760  | 6.439.309.537       |
| Corea del Sur         | 8.422.315.466   | 10.096.972.279  | 9.097.657.556   | 9.491.255.833   | 8.526.182.634   | 3.622.643.551       |
| Nigeria               | 5.919.699.799   | 8.386.358.700   | 8.012.213.606   | 9.647.535.388   | 9.495.353.411   | 2.313.737.921       |
| Japón                 | 6.981.801.509   | 7.871.808.824   | 7.734.742.074   | 7.081.664.858   | 5.902.046.194   | 3.096.129.299       |
| Italia                | 4.837.617.402   | 6.222.456.796   | 6.199.258.024   | 6.716.928.480   | 6.309.816.035   | 2.970.634.344       |
| India                 | 4.242.372.653   | 6.080.997.228   | 5.042.842.814   | 6.357.300.153   | 6.635.259.191   | 2.819.123.697       |
| Francia               | 4.799.743.306   | 5.461.571.578   | 5.909.561.571   | 6.497.922.565   | 5.698.165.914   | 2.666.609.791       |
| Resto del mundo       | 66.833.909.701  | 83.253.477.949  | 83.894.231.976  | 88.879.215.425  | 86.173.146.806  | 41.374.425.331      |
| Total                 | 181.648.675.604 | 226.243.408.907 | 223.149.130.318 | 239.620.904.905 | 229.060.058.144 | 108.254.237.399     |

Los principales países exportadores hacia Brasil fueron China, Estados Unidos y Argentina. Cabe destacar que Argentina es el único país del Mercosur que figura entre los diez principales exportadores hacia Brasil.

### Exportaciones
Las cifras presentadas en la tabla a continuación son en dólares estadounidenses valor FOB y está compuesta por los socios comerciales de mayor peso en la balanza comercial.
| Fecha País importador | 2010            | 2011            | 2012            | 2013            | 2014            | Enero-julio 2015 |
| --------------------- | --------------- | --------------- | --------------- | --------------- | --------------- | ---------------- |
| China                 | 30.773.029.055  | 44.288.155.177  | 41.193.215.806  | 45.991.503.598  | 40.588.365.601  | 22.564.081.991   |
| Estados Unidos        | 19.241.846.409  | 25.722.620.803  | 26.581.977.099  | 24.358.720.193  | 26.685.551.947  | 13.973.039.650   |
| Argentina             | 18.516.173.894  | 22.699.067.777  | 17.985.158.843  | 19.597.182.695  | 14.261.238.553  | 7.680.669.805    |
| Países Bajos          | 10.226.401.822  | 13.638.383.566  | 15.037.847.193  | 17.321.288.448  | 13.032.420.932  | 5.945.602.694    |
| Japón                 | 7.138.913.406   | 9.471.789.282   | 7.953.030.679   | 7.962.205.210   | 6.716.772.914   | 2.630.018.493    |
| Alemania              | 8.132.680.368   | 9.032.398.275   | 7.267.546.567   | 6.537.276.321   | 6.623.111.662   | 3.254.817.930    |
| Chile                 | 4.256.667.040   | 5.415.942.718   | 4.599.960.856   | 4.479.300.003   | 4.972.170.215   | 2.331.624.177    |
| Venezuela             | 3.849.146.797   | 4.588.151.636   | 5.052.765.243   | 4.847.056.898   | 4.630.320.532   | 1.756.482.651    |
| Italia                | 4.230.602.994   | 5.438.094.754   | 4.568.332.165   | 4.042.781.612   | 3.967.699.458   | 1.863.353.181    |
| Reino Unido           | 4.622.527.301   | 5.188.357.669   | 4.446.432.363   | 4.027.049.725   | 3.783.624.725   | 1.764.053.798    |
| Resto del mundo       | 87.152.676.800  | 105.496.479.145 | 102.689.852.081 | 98.185.430.726  | 95.045.279.964  | 47.168.816.191   |
| Total                 | 198.140.665.886 | 250.979.440.802 | 237.376.118.895 | 237.349.795.429 | 220.306.556.503 | 110.932.560.561  |

Brasil importó mercaderías principalmente de China, Estados Unidos y su socio principal del Mercosur, Argentina.

### Saldo de la balanza comercial
Si bien en la mayoría del periodo analizado hubo saldo superavitario, hubo déficit en la balanza comercial en el bienio 2013-2014.
| Periodo      | Saldo         | Valor en miles de millones |
| ------------ | ------------- | -------------------------- |
| 2010         | Superavitario | 16,5                       |
| 2011         | Superavitario | 24,8                       |
| 2012         | Superavitario | 14,3                       |
| 2013         | Deficitario   | 2,3                        |
| 2014         | Deficitario   | 8,8                        |
| ene-jul 2015 | Superavitario | 2,6                        |
| Fuente       |               |                            |

## Energía

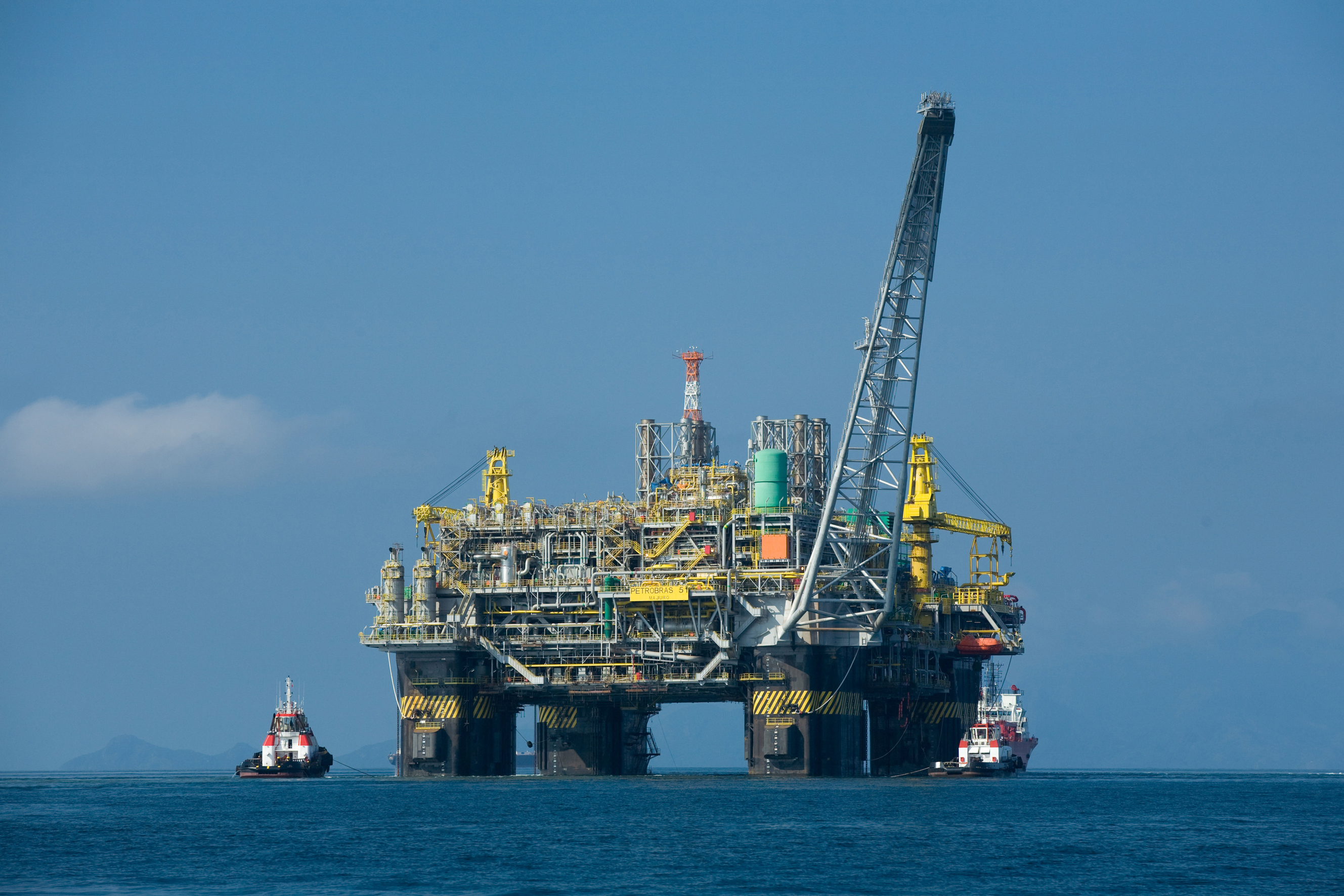
Plataforma P-51, para la producción de petróleo y gas natural

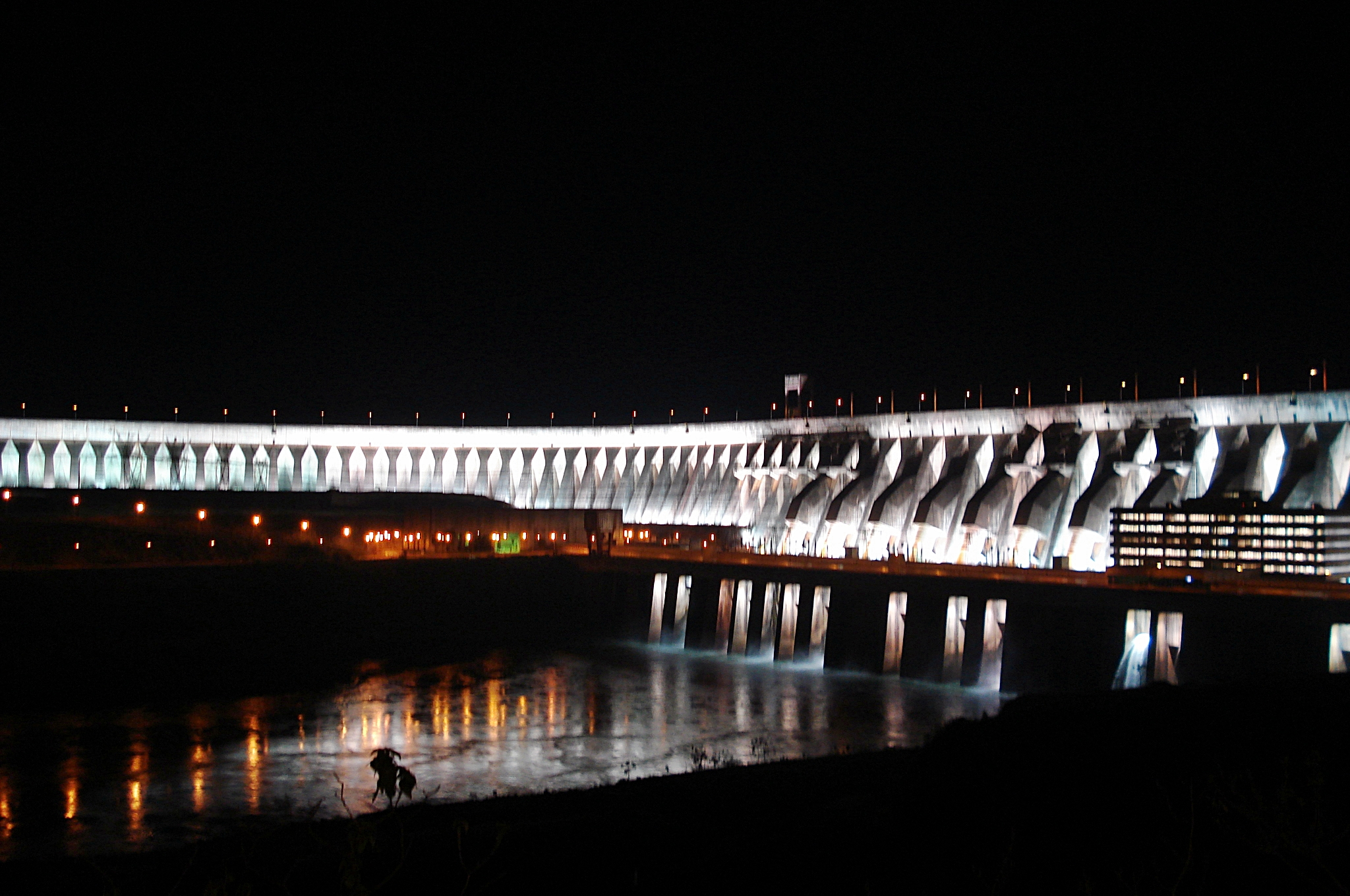
Represa de Itaipu

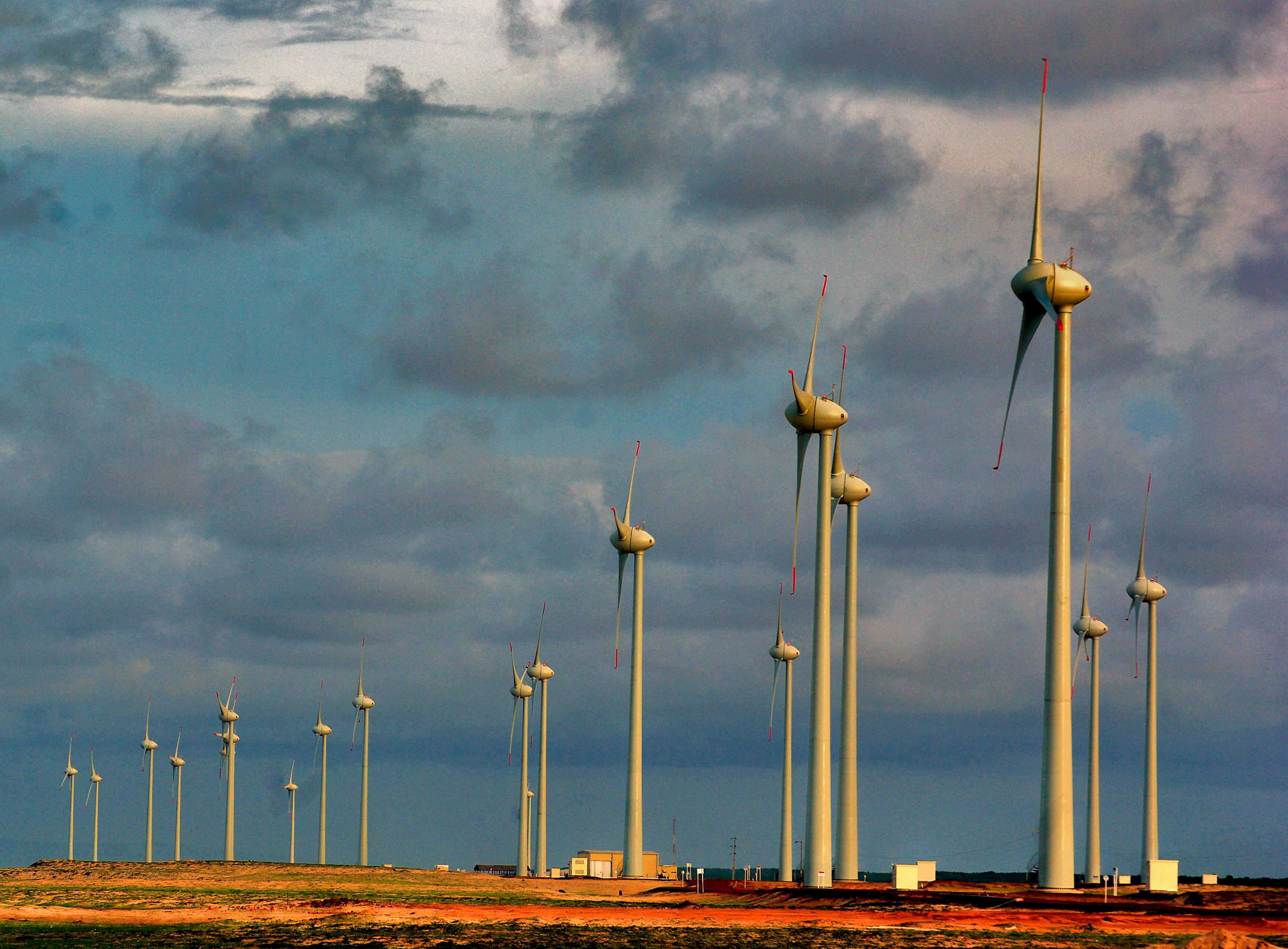
Energía eólica en Parnaíba.

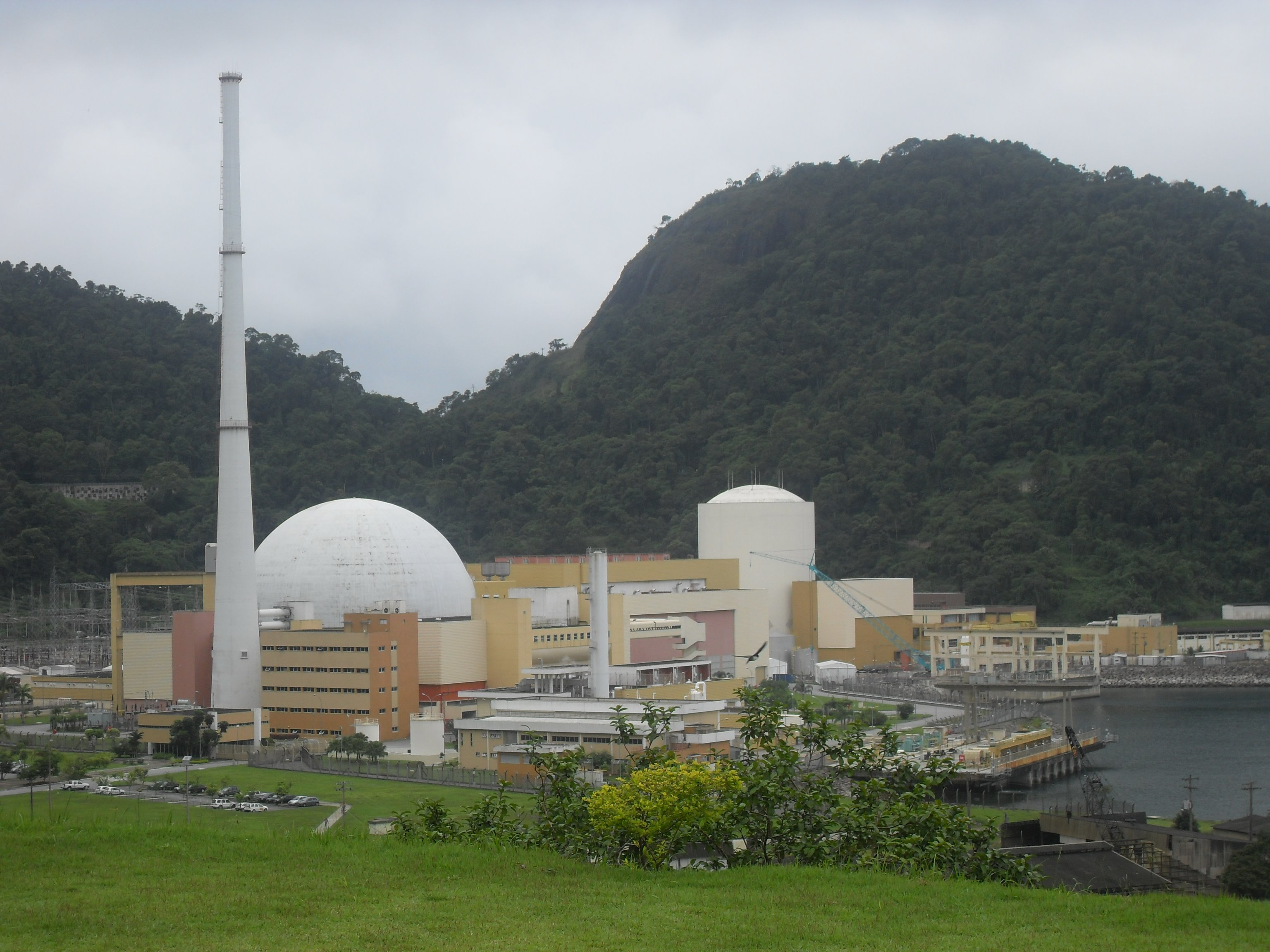
Planta de energía nuclear en Angra dos Reis, Río de Janeiro.

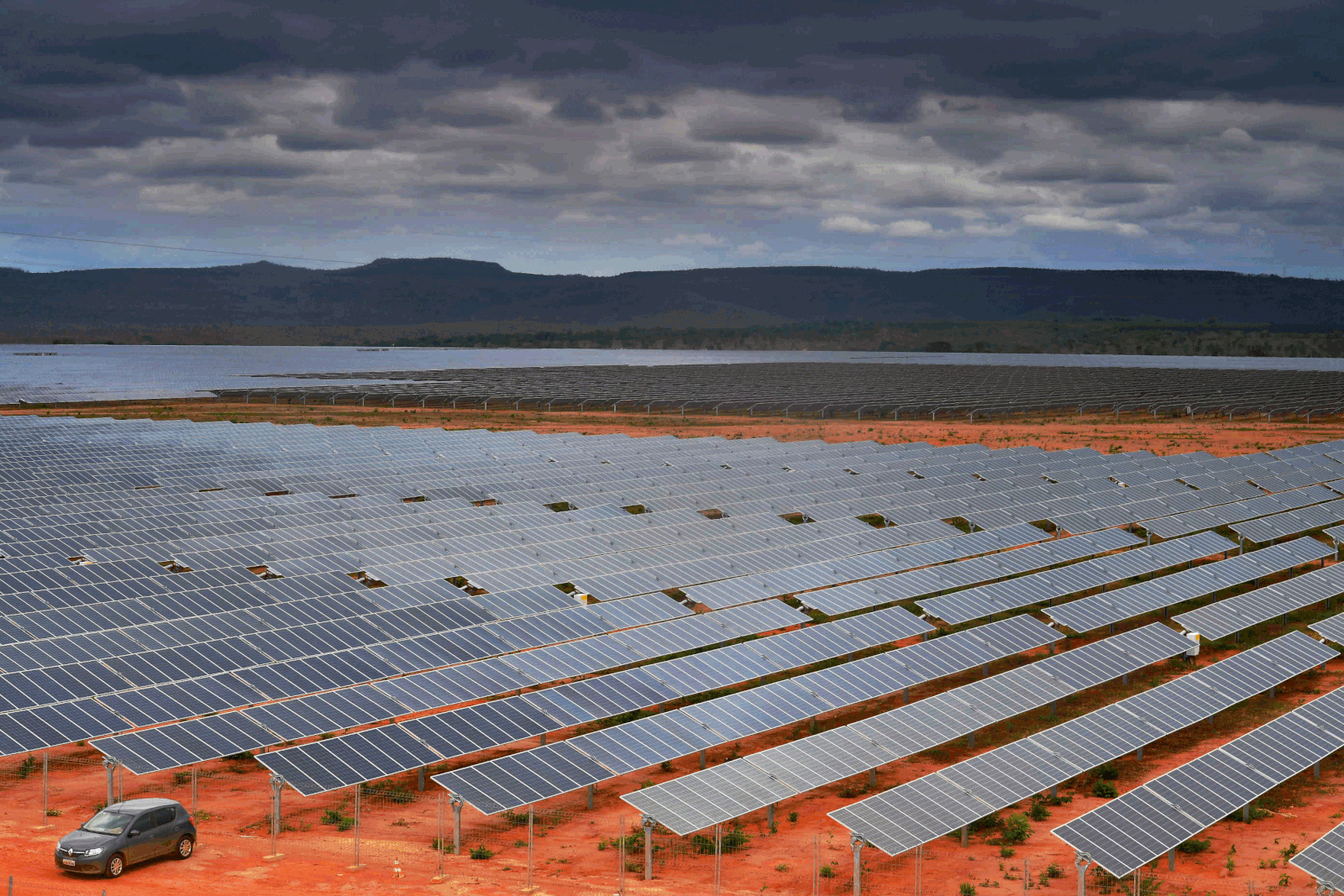
Complejo Solar Pirapora, el más grande de Brasil y Latinoamérica con una capacidad de 321 MW.

El gobierno brasileño ha emprendido un ambicioso programa para reducir la dependencia del petróleo importado, largo de las décadas. Las importaciones anteriormente representaban más del 70% de las necesidades de petróleo del país, pero Brasil se volvió autosuficiente en petróleo en 2006–2007. Brasil fue el décimo mayor productor de petróleo del mundo en 2019, con 2,8 millones de barriles / día. La producción logra abastecer la demanda del país. A principios de 2020, en la producción de petróleo y gas natural, el país superó por primera vez los 4 millones de barriles de petróleo equivalente por día. En enero de este año se extrajeron 3.168 millones de barriles de petróleo por día y 138.753 millones de metros cúbicos de gas natural. En 2019, Río de Janeiro fue el mayor productor de petróleo y gas natural de Brasil, con el 71% del volumen total producido. São Paulo ocupa el segundo lugar, con una participación del 11,5% en la producción total.
Brasil es uno de los principales productores mundiales de energía hidroeléctrica. En 2019, Brasil tenía 217 centrales hidroeléctricas en operación, con una capacidad instalada de 98.581 MW, el 60,16% de la generación de energía del país. En la generación total de electricidad, en 2019 Brasil alcanzó los 170.000 megavatios de capacidad instalada, más del 75% de fuentes renovables (la mayoría, hidroeléctricas).
En 2013, la Región Sudeste utilizó cerca del 50% de la carga del Sistema Integrado Nacional (SIN), siendo la principal región consumidora de energía del país. La capacidad instalada de generación de electricidad de la región totalizó casi 42.500 MW, lo que representó alrededor de un tercio de la capacidad de generación de Brasil. La generación hidroeléctrica representó el 58% de la capacidad instalada de la región, correspondiendo el 42% restante básicamente a la generación termoeléctrica. São Paulo representó el 40% de esta capacidad; Minas Gerais en aproximadamente un 25%; Río de Janeiro en 13,3%; y Espírito Santo representó el resto. La Región Sur es propietaria de la Represa de Itaipú, que fue la mayor central hidroeléctrica del mundo durante varios años, hasta la inauguración de la Represa de las Tres Gargantas en China. Sigue siendo la segunda hidroeléctrica en funcionamiento más grande del mundo. Brasil es copropietario de la Planta de Itaipú con Paraguay: la presa está ubicada en el río Paraná, ubicado en la frontera entre países. Tiene una capacidad de generación instalada de 14 GW para 20 unidades generadoras de 700 MW cada una. La Región Norte cuenta con grandes centrales hidroeléctricas, como la Represa de Belo Monte y la Represa de Tucuruí, que producen gran parte de la energía nacional. El potencial hidroeléctrico de Brasil aún no se ha explotado por completo, por lo que el país aún tiene la capacidad para construir varias plantas de energía renovable en su territorio.
El potencial bruto de recursos eólicos de Brasil se estimó, en 2019, en unos 522 GW (esto, solo en tierra), energía suficiente para satisfacer tres veces la demanda actual del país. A julio de 2022, según ONS, la capacidad instalada total fue de 22 GW, con un factor de capacidad promedio del 58%. Si bien el factor de capacidad de producción eólica promedio mundial es del 24,7%, hay áreas en el norte de Brasil, especialmente en el estado de Bahía, donde algunos parques eólicos registran un factor de capacidad promedio superior al 60%; el factor de capacidad promedio en la Región Nordeste es del 45% en la costa y del 49% en el interior. En 2019, la energía eólica representó el 9% de la energía generada en el país. En 2020 Brasil fue el octavo país del mundo en términos de potencia eólica instalada (17,2 GW).
La energía nuclear representa aproximadamente el 4% de la electricidad de Brasil.
El monopolio de generación de energía nuclear es propiedad de Eletronuclear (Eletrobrás Termonuclear S / A), una subsidiaria de propiedad total de Eletrobrás. La energía nuclear es producida por dos reactores en Angra. Se encuentra en la Central Nuclear Almirante Álvaro Alberto (CNAAA) en la Praia de Itaorna en Angra dos Reis, Río de Janeiro. Consta de dos reactores de agua presurizada, Angra I, con capacidad de 657 MW, conectado a la red eléctrica en el año 1982, y Angra II, con capacidad de 1.350 MW, conectado en el 2000. Un tercer reactor, Angra III, con una producción proyectada de 1.350 MW, está previsto que se termine en el 2014 y el trabajo se ha paralizado debido a las preocupaciones ambientales, pero las licencias están siendo aprobadas y que el trabajo pesado de construcción se iniciará en 2009. En 2025 Brasil planea construir siete reactores más.
A agosto de 2022, según ONS, la capacidad instalada total de energía solar fotovoltaica era de 17 GW, con un factor de capacidad promedio del 23%. Algunos de los Estados brasileños más irradiados son MG ("Minas Gerais"), BA ("Bahía") y GO (Goiás), que de hecho tienen récords mundiales de niveles de irradiación. En 2019, la energía solar representó el 1,27% de la energía generada en el país. En 2020, Brasil fue el decimocuarto país del mundo en términos de energía solar instalada (7,8 GW).
En 2020, Brasil fue también el segundo país más grande del mundo en la producción de energía a través de biomasa (producción de energía a partir de biocombustibles sólidos y residuos renovables), con 15,2 GW instalados.

## Transporte

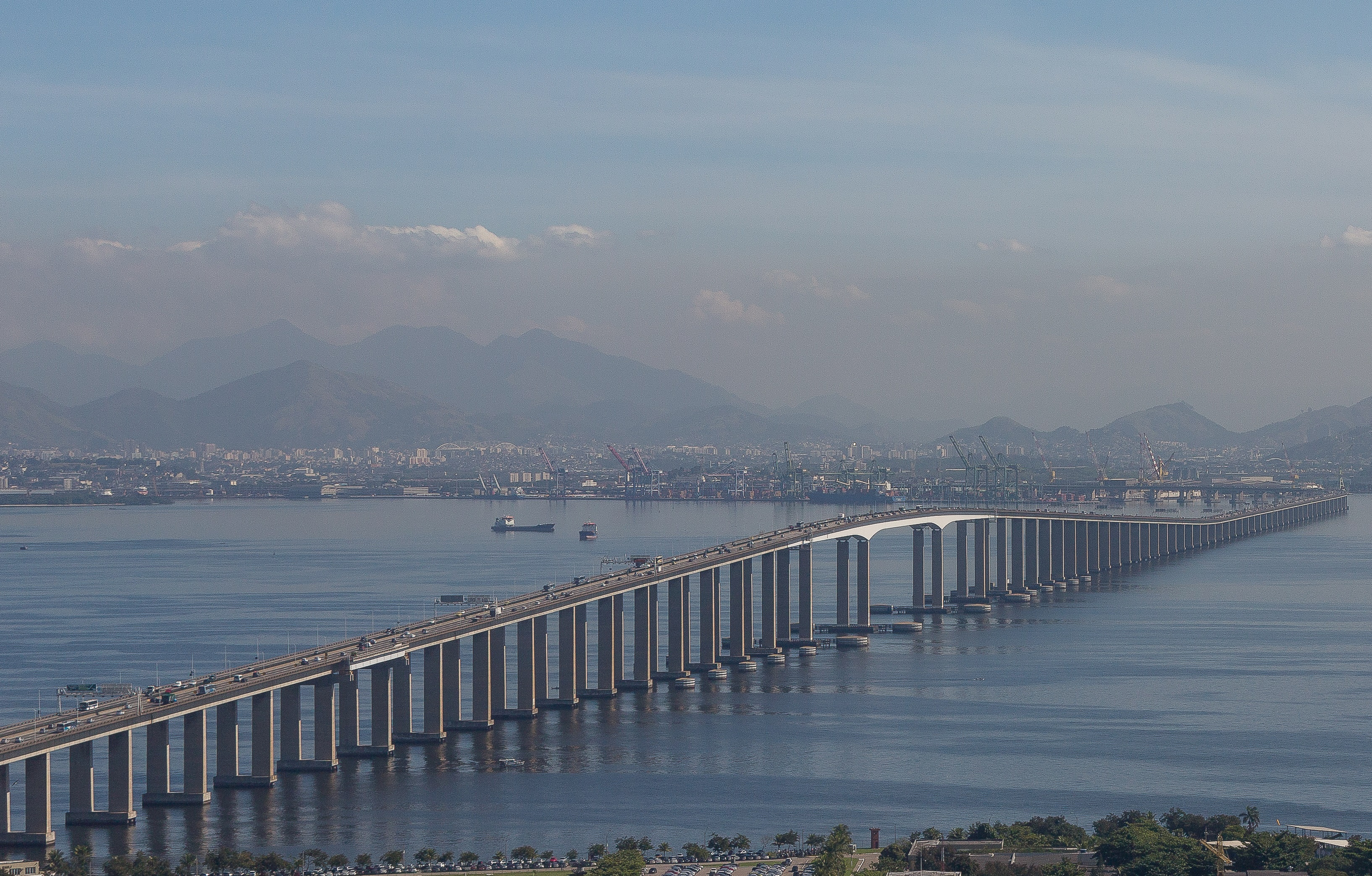
Puente Río-Niterói

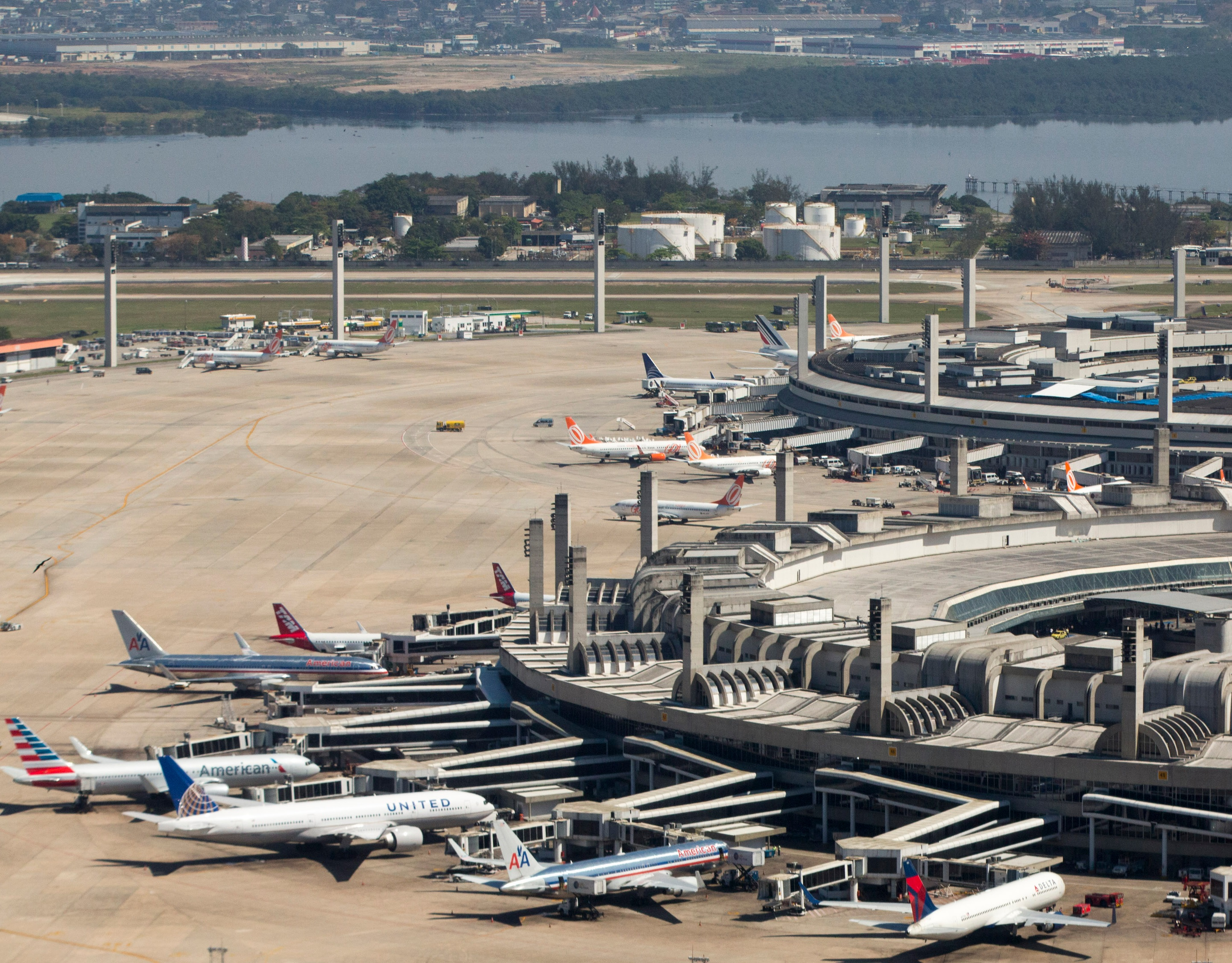
Aeropuerto Internacional de Río de Janeiro

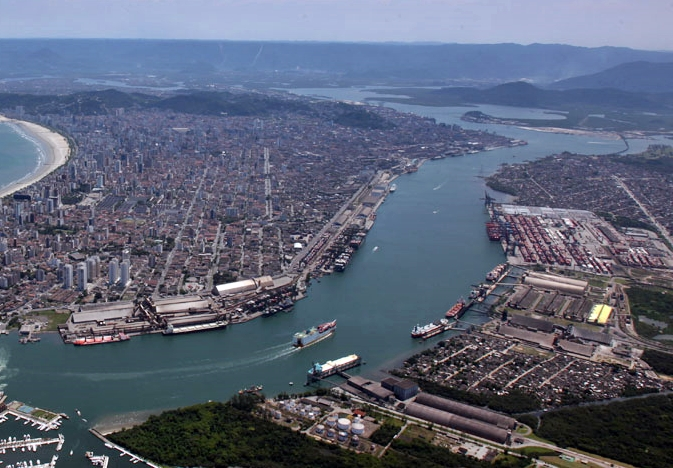
Puerto de Santos, el más grande del país

El transporte en Brasil se realiza básicamente en la modalidad carretera, la más desarrollada de la región. También hay una infraestructura considerable de puertos y aeropuertos. El sector ferroviario y fluvial, aunque tiene potencial, suele ser tratado de forma secundaria.
Brasil tiene más de 1,7 millones de kilómetros de carreteras, de los cuales 215.000 km están pavimentados, y unos 17.000 km son  carreteras divididas. Las dos carreteras más importantes del país son BR-101 y BR-116.
Debido a la Cordillera de los Andes, Río Amazonas y Selva Amazónica, siempre ha habido dificultades para implementar carreteras transcontinentales o bioceánicas. Prácticamente la única ruta que existía era la que conectaba Brasil con Buenos Aires, en Argentina y luego con Santiago, en Chile. Sin embargo, en los últimos años, con el esfuerzo conjunto de los países, han comenzado a surgir nuevas rutas, como Brasil-Perú (Carretera Interoceánica), y una nueva carretera entre Brasil, Paraguay, norte de Argentina y norte de Chile (Corredor Bioceánico).
Hay más de 2000 aeropuertos en Brasil. El país tiene el segundo mayor número de aeropuertos del mundo, solo detrás de Estados Unidos. El  Aeropuerto Internacional de São Paulo, ubicado en la Región Metropolitana de São Paulo, es el más grande y concurrido del país - el aeropuerto conecta São Paulo con prácticamente todas las principales ciudades del mundo. Brasil tiene 44 aeropuertos internacionales, como los de Río de Janeiro, Brasilia, Belo Horizonte, Porto Alegre, Florianópolis, Cuiabá, Salvador, Recife, Fortaleza, Belém y Manaus, entre otros. Los 10 aeropuertos más transitados de América del Sur en 2017 fueron: São Paulo-Guarulhos (Brasil), Bogotá (Colombia), São Paulo-Congonhas (Brasil), Santiago (Chile), Lima (Perú), Brasilia (Brasil), Río de Janeiro. (Brasil), Buenos Aires-Aeroparque (Argentina), Buenos Aires-Ezeiza (Argentina) y Minas Gerais (Brasil).
Acerca de puertos, Brasil tiene algunos de los puertos más activos de América del Sur, como Puerto de Santos, Puerto de Río de Janeiro, Puerto de Paranaguá, Puerto de Itajaí, Puerto de Rio Grande, Puerto de São Francisco do Sul, Puerto de Manaus y Puerto de Suape. Los 15 puertos más activos de América del Sur son: Puerto de Santos (Brasil), Puerto de Bahía de Cartagena (Colombia), Callao (Perú), Guayaquil (Ecuador), Buenos Aires (Argentina), San Antonio (Chile), Buenaventura (Colombia), Itajaí (Brasil), Valparaíso (Chile), Montevideo (Uruguay), Paranaguá (Brasil), Río Grande (Brasil), São Francisco do Sul (Brasil), Manaus (Brasil) y Coronel (Chile).
La red ferroviaria brasileña tiene una extensión de unos 30 000 kilómetros. Se utiliza básicamente para transportar minerales.
Entre las principales vías navegables brasileñas destacan dos: Hidrovía Paraná-Tieté (que tiene una longitud de 2400 km, 1600 en el río Paraná y 800 km en el río Tietê, drenando la producción agrícola de los estados de Mato Grosso, Mato Grosso do Sul, Goiás y parte de Rondônia, Tocantins y Minas Gerais) e Hidrovia do Solimões-Amazonas (tiene dos tramos: Solimões, que se extiende desde Tabatinga hasta Manaus, con aproximadamente 1600 km, y Amazonas, que se extiende desde Manaus a Belém, con 1650 km. Casi en su totalidad el transporte de pasajeros desde la llanura amazónica se realiza por esta vía fluvial, además de prácticamente todo el transporte de carga que se dirige a los principales centros regionales de Belém y Manaus). En Brasil, este transporte todavía está infrautilizado: los tramos de vías navegables más importantes, desde el punto de vista económico, se encuentran en el sureste y sur del país. Su pleno aprovechamiento aún depende de la construcción de esclusas, grandes obras de dragado y, principalmente, de puertos que permitan la integración intermodal.

## Turismo

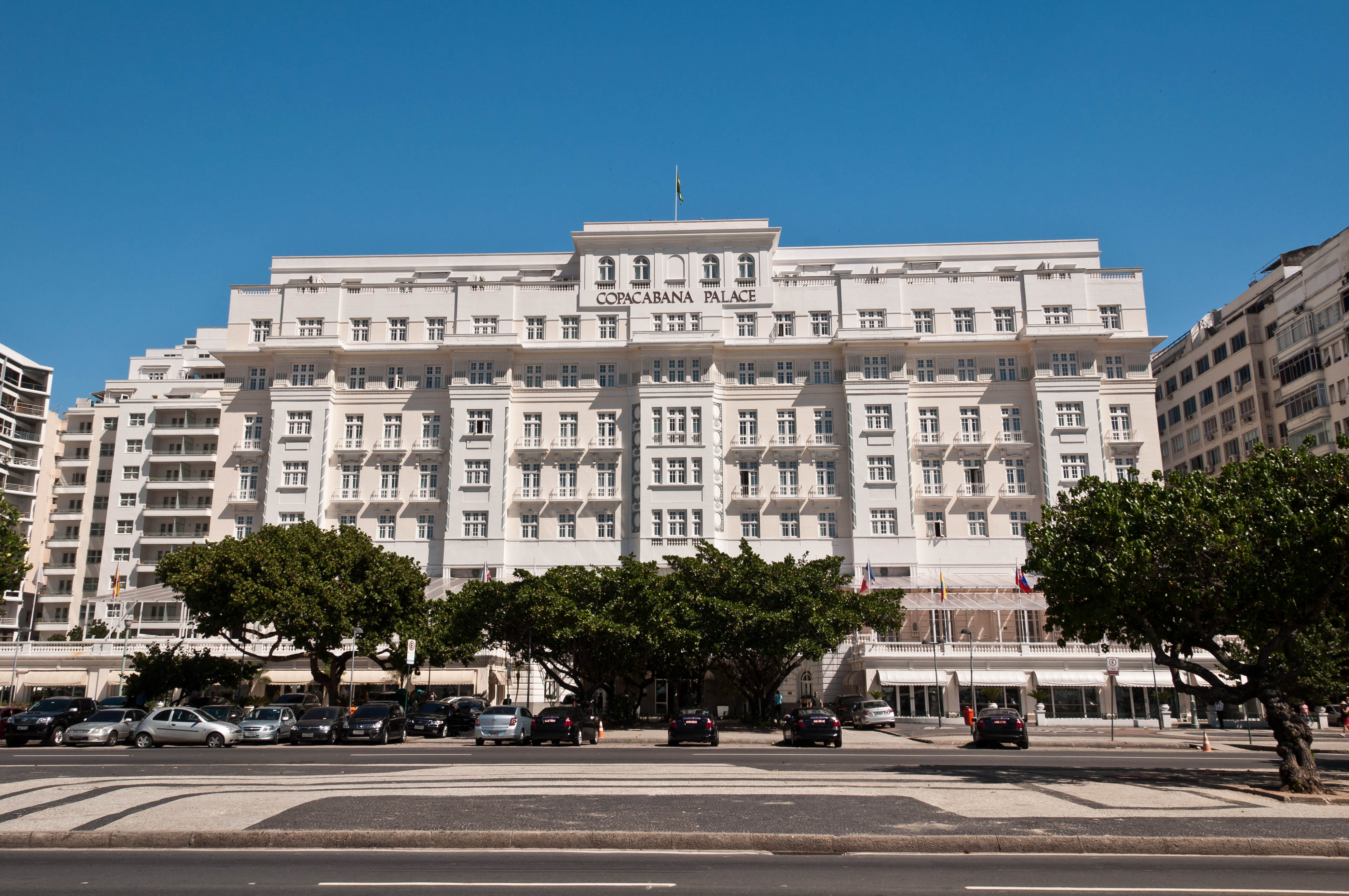
Copacabana Palace, el mejor hotel de América Latina, en Río de Janeiro

En la lista de destinos turísticos mundiales, en 2018, Brasil fue el 48.º país más visitado, con 6,6 millones de turistas (e ingresos de 5,9 mil millones de dólares). El turismo en Sudamérica en su conjunto todavía está subdesarrollado: en Europa, por ejemplo, los países obtienen cifras anuales de turismo de $ 73,7 mil millones (España), recibiendo 82,7 millones de turistas o 67,3 mil millones de dólares (Francia), recibiendo 89,4 millones de turistas. Mientras que Europa recibió 710 millones de turistas en 2018, Asia 347 millones y América del Norte 142,2 millones, América del Sur recibió solo 37 millones, Centroamérica 10,8 millones y el Caribe 25,7 millones.

## Historia económica

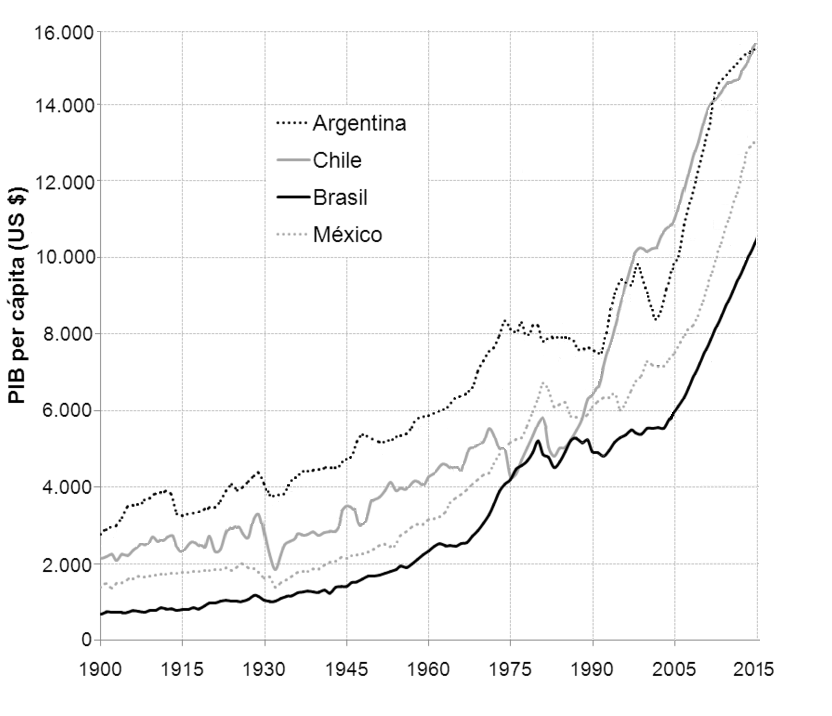
Comparación del PIB per cápita nominal de Argentina, Brasil, Chile y México, en el último siglo, basado en World Population, GDP and Per Cápita GDP, 1-2010 AD.

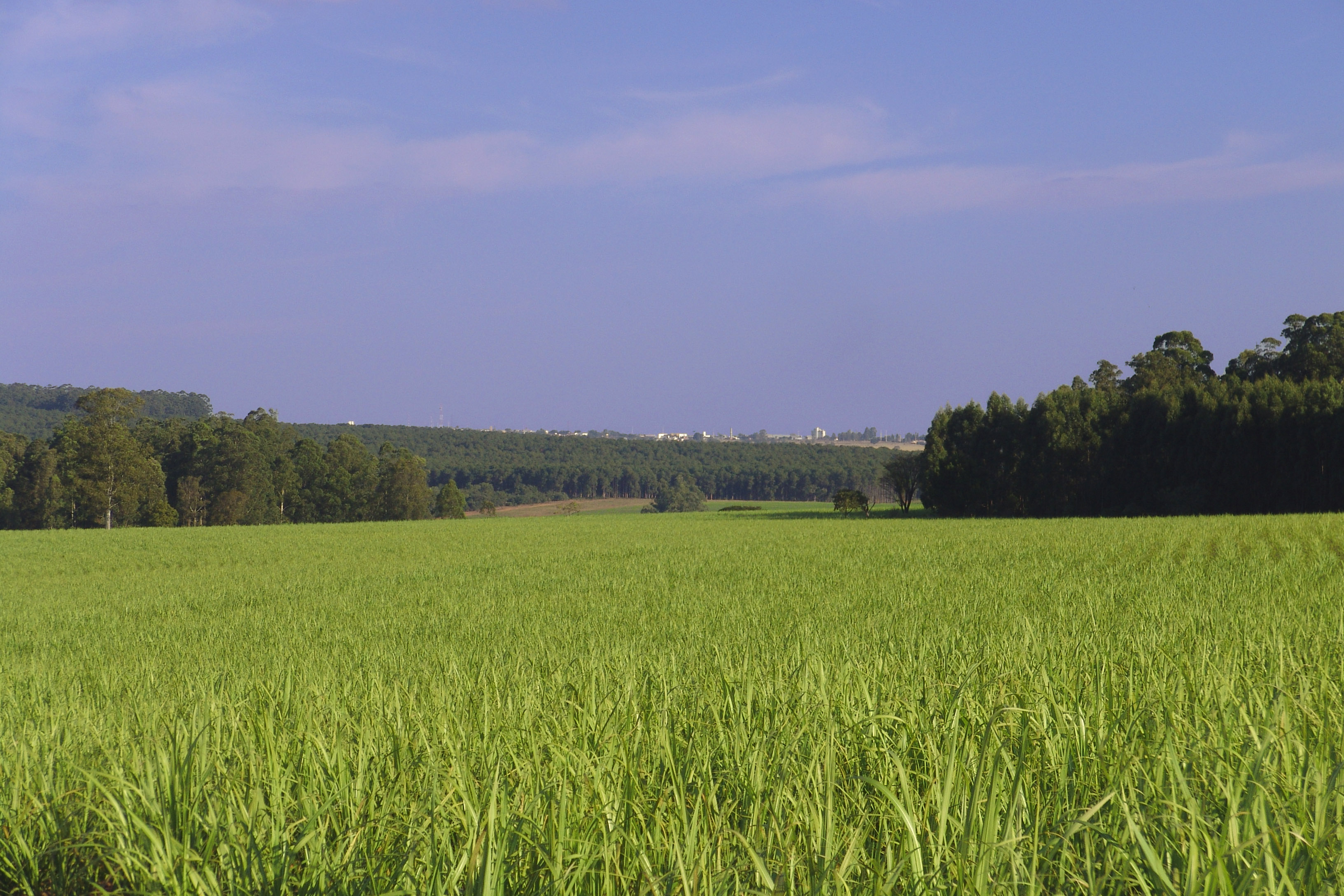
Plantación de caña en São Paulo. En 2019, Brasil fue el mayor productor mundial, con 630 millones de toneladas.

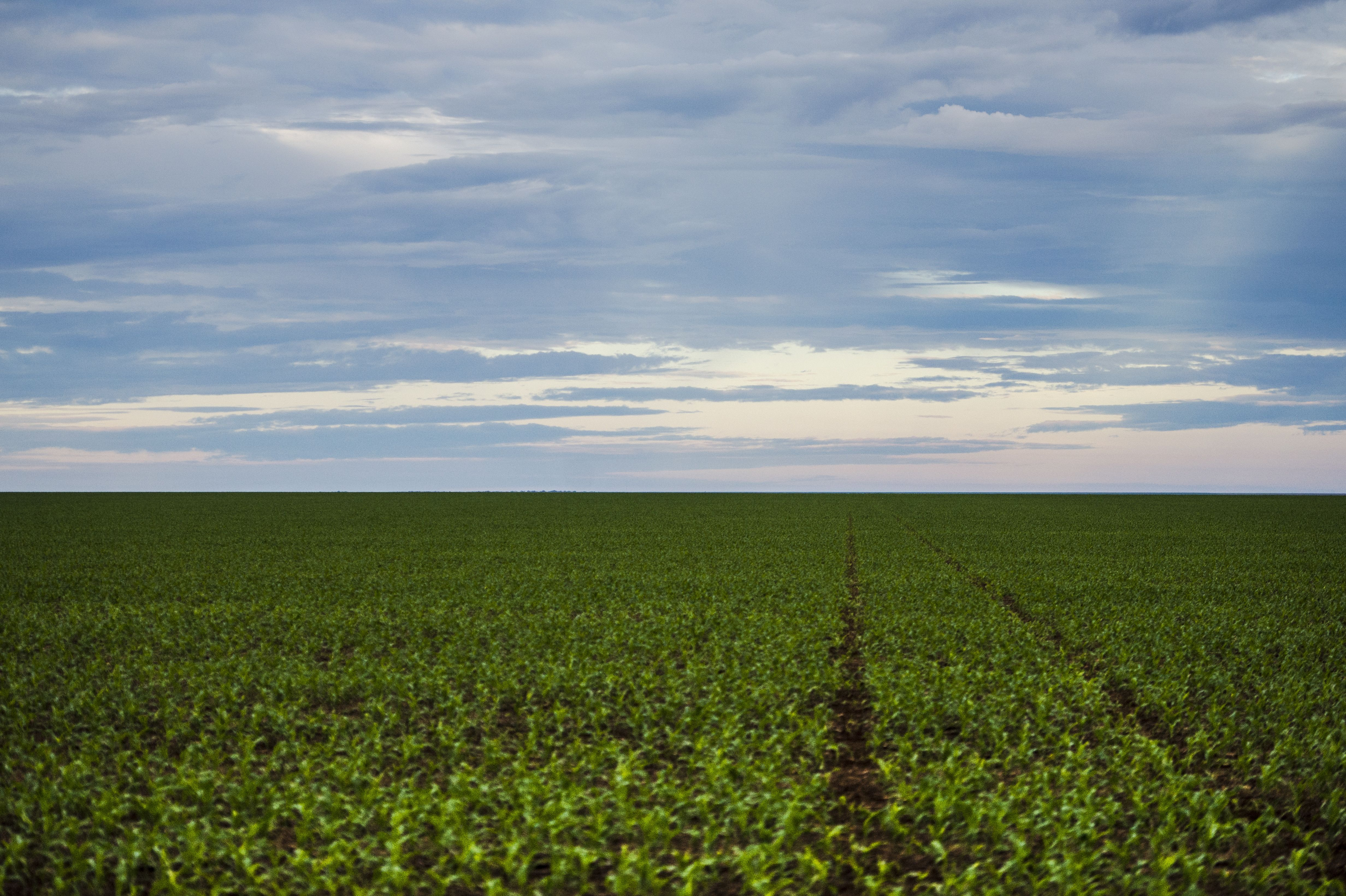
Plantación de soja en Mato Grosso. En 2019, Brasil fue el mayor productor mundial, con 120 millones de toneladas.

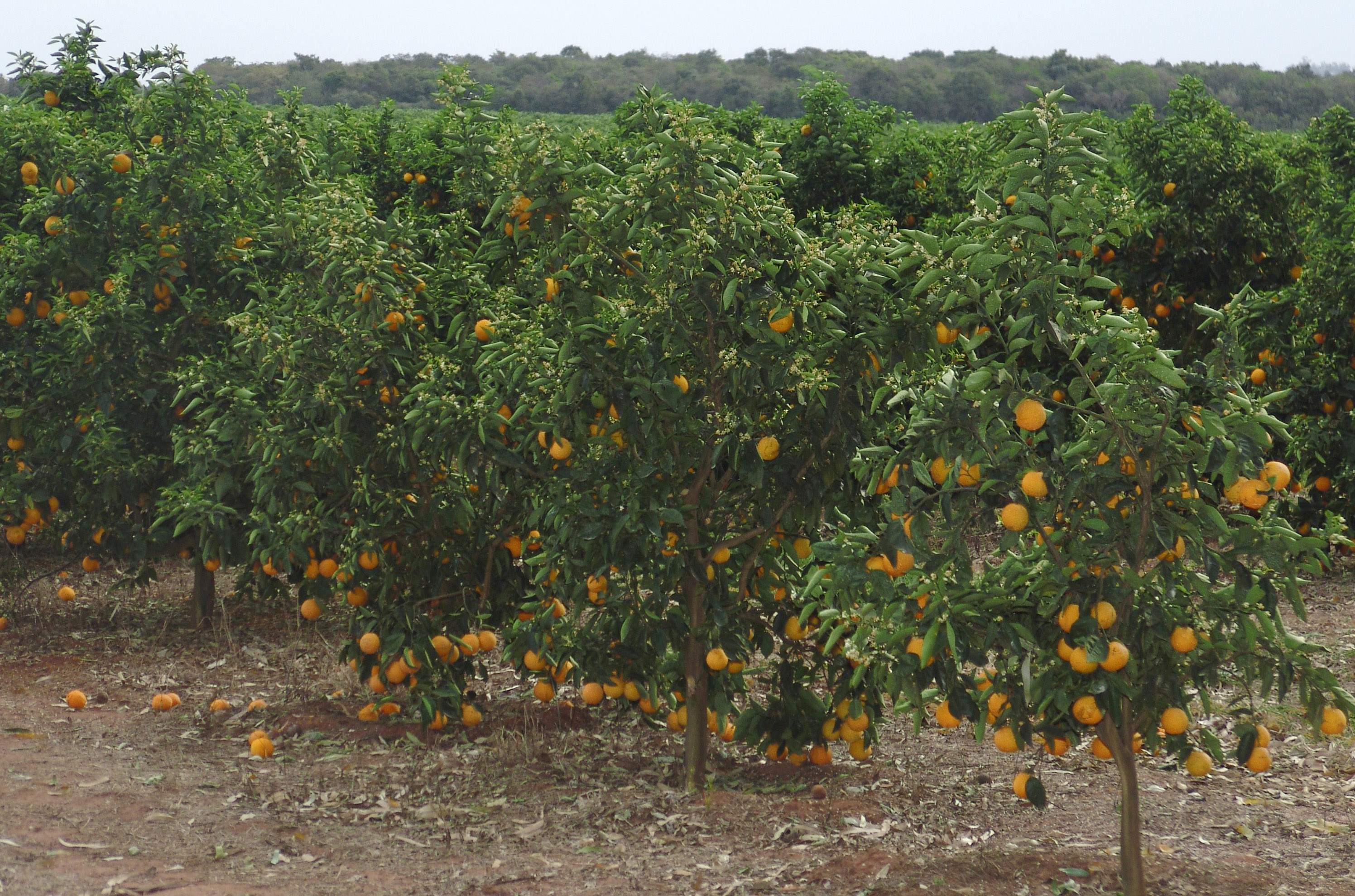
Naranja en São Paulo. En 2019, Brasil fue el mayor productor mundial, con 17 millones de toneladas.

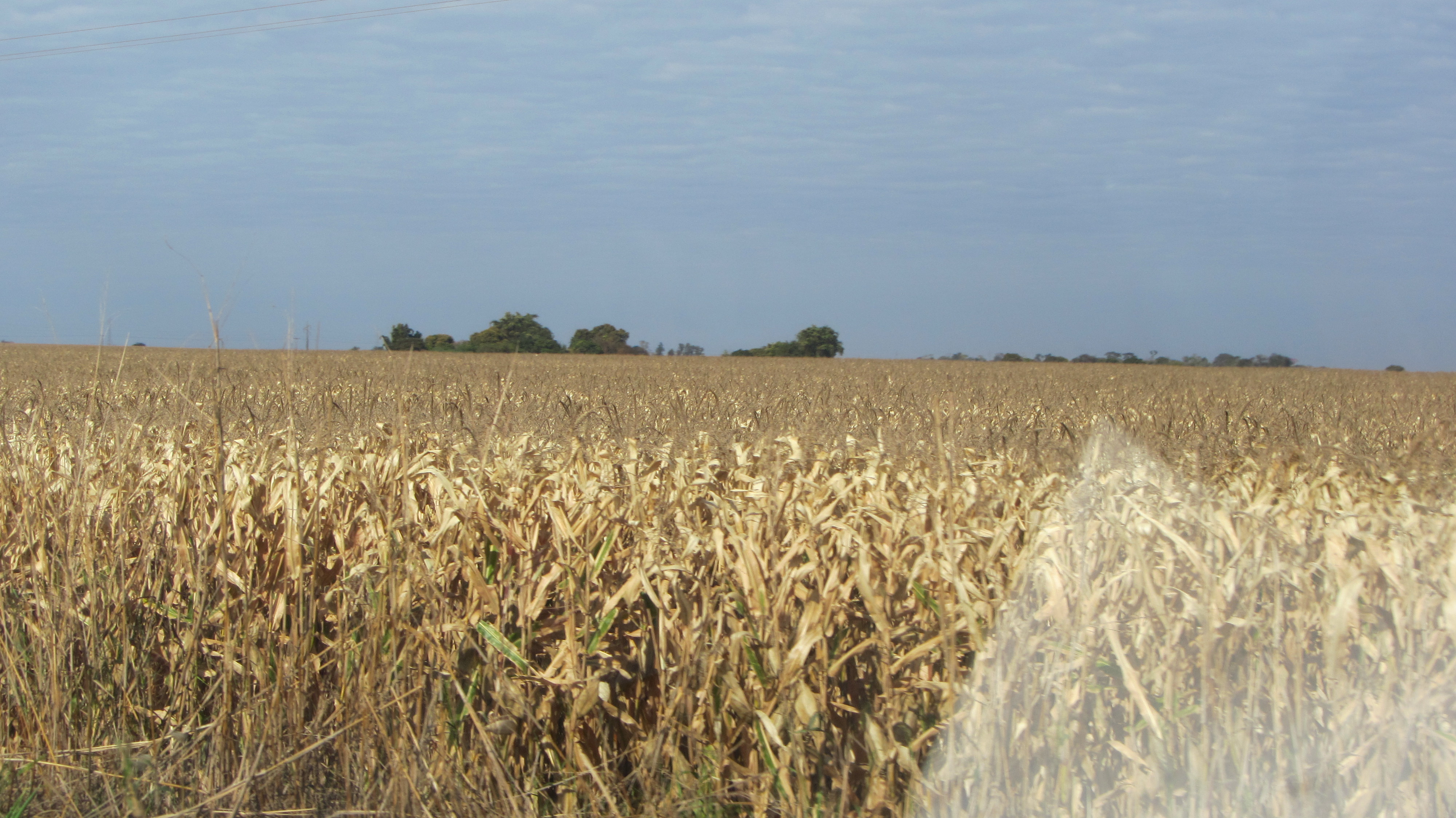
Maíz en Mato Grosso do Sul. En 2019, Brasil fue el segundo mayor productor del mundo, con 107 millones de toneladas.

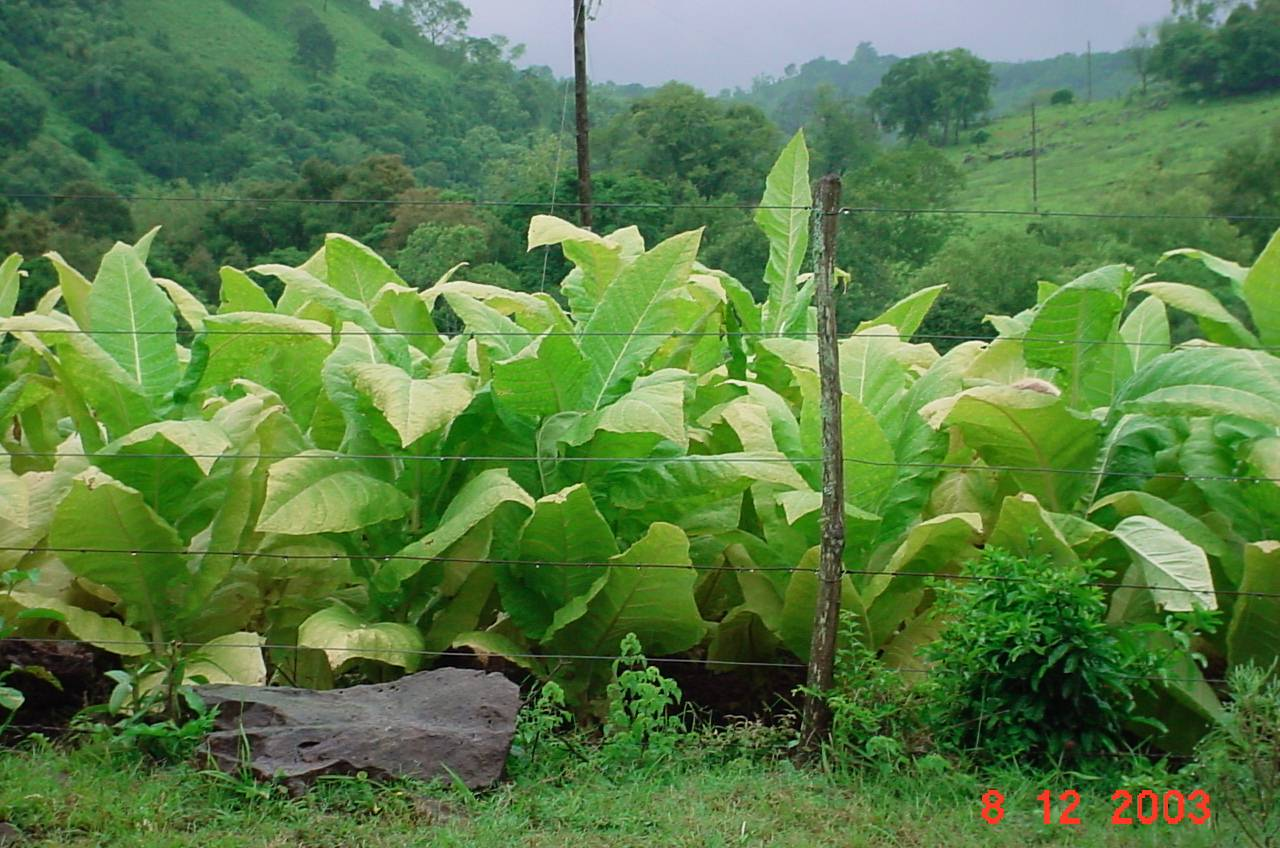
Tabaco en Rio Grande do Sul. Brasil es el segundo mayor productor del mundo y el mayor exportador.

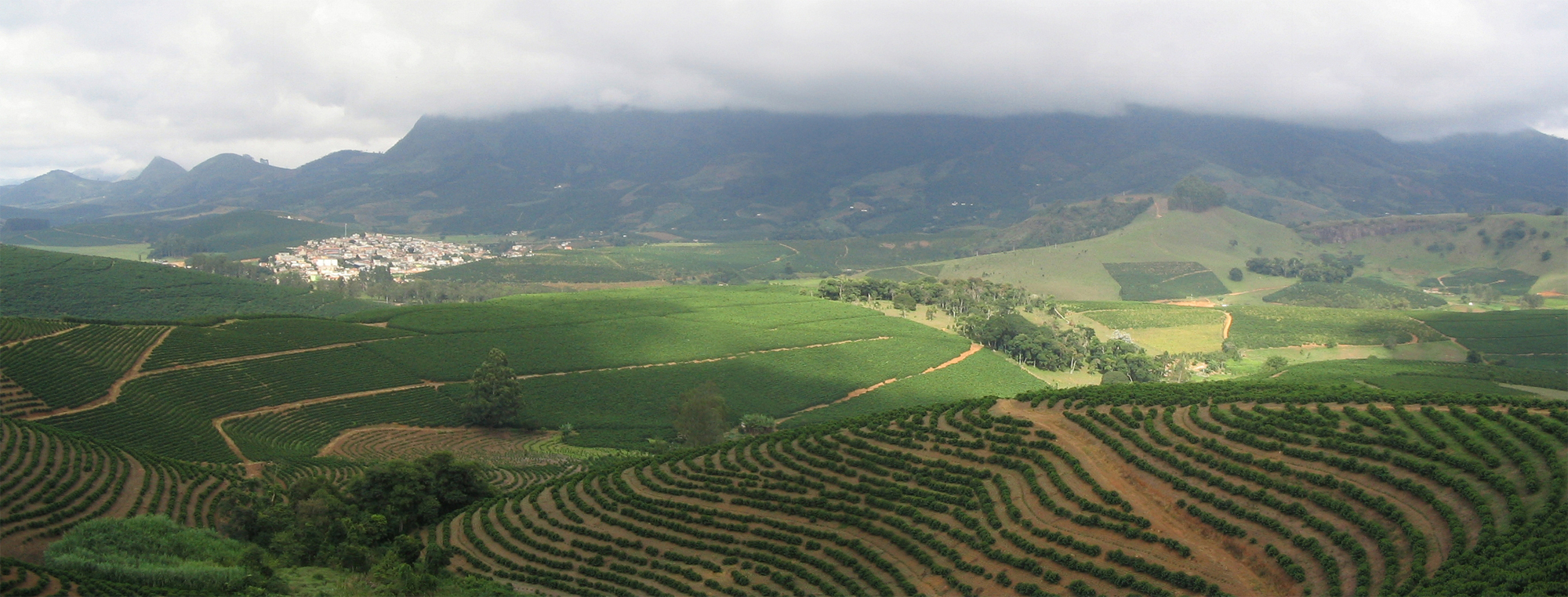
Café en Minas Gerais. En 2019, Brasil fue el mayor exportador de café del mundo, con 2,6 millones de toneladas

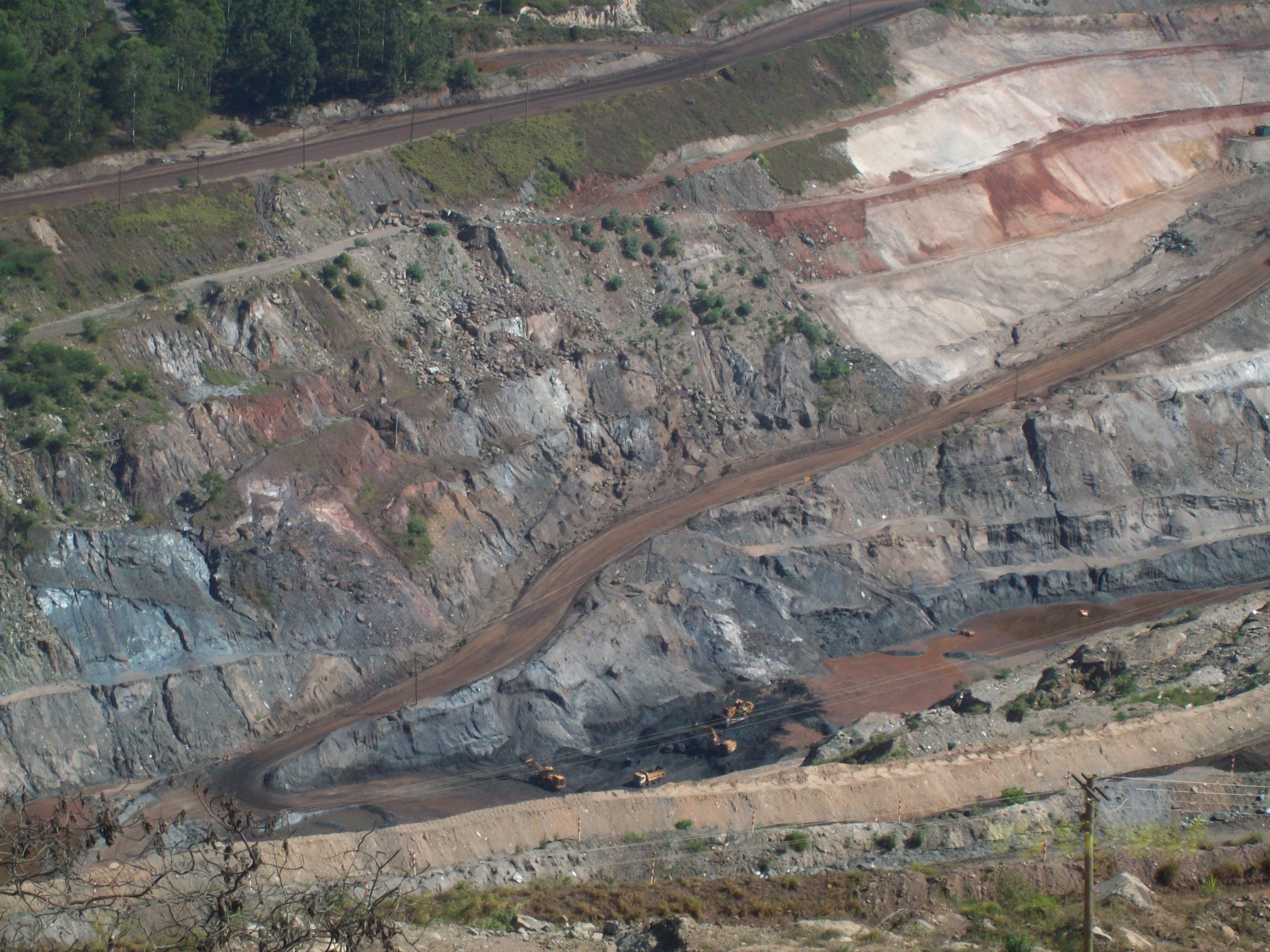
Mina de hierro en Minas Gerais. Brasil es el segundo exportador mundial de mineral de hierro.

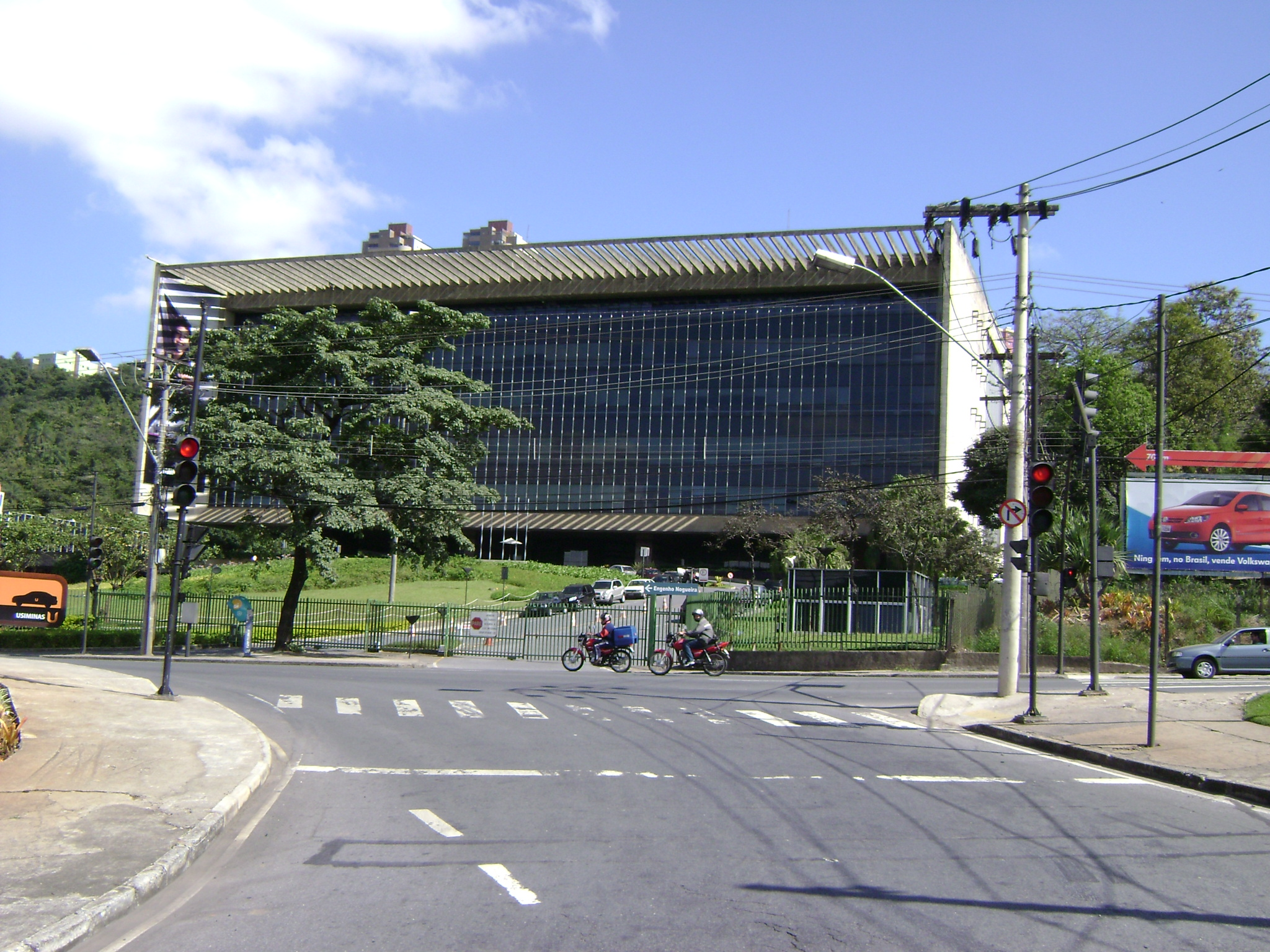
Sede de Usiminas en Minas Gerais. Brasil es el noveno productor de acero más grande del mundo.

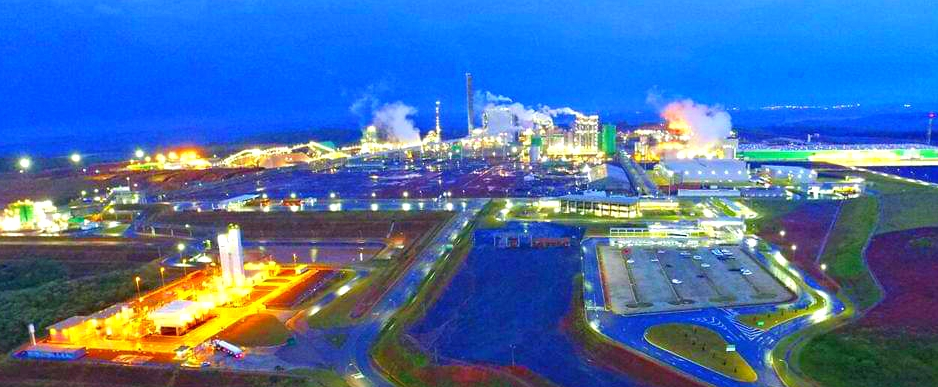
Complejo industrial Klabin, en Paraná. Brasil es el segundo productor mundial de celulosa y el octavo productor de papel.

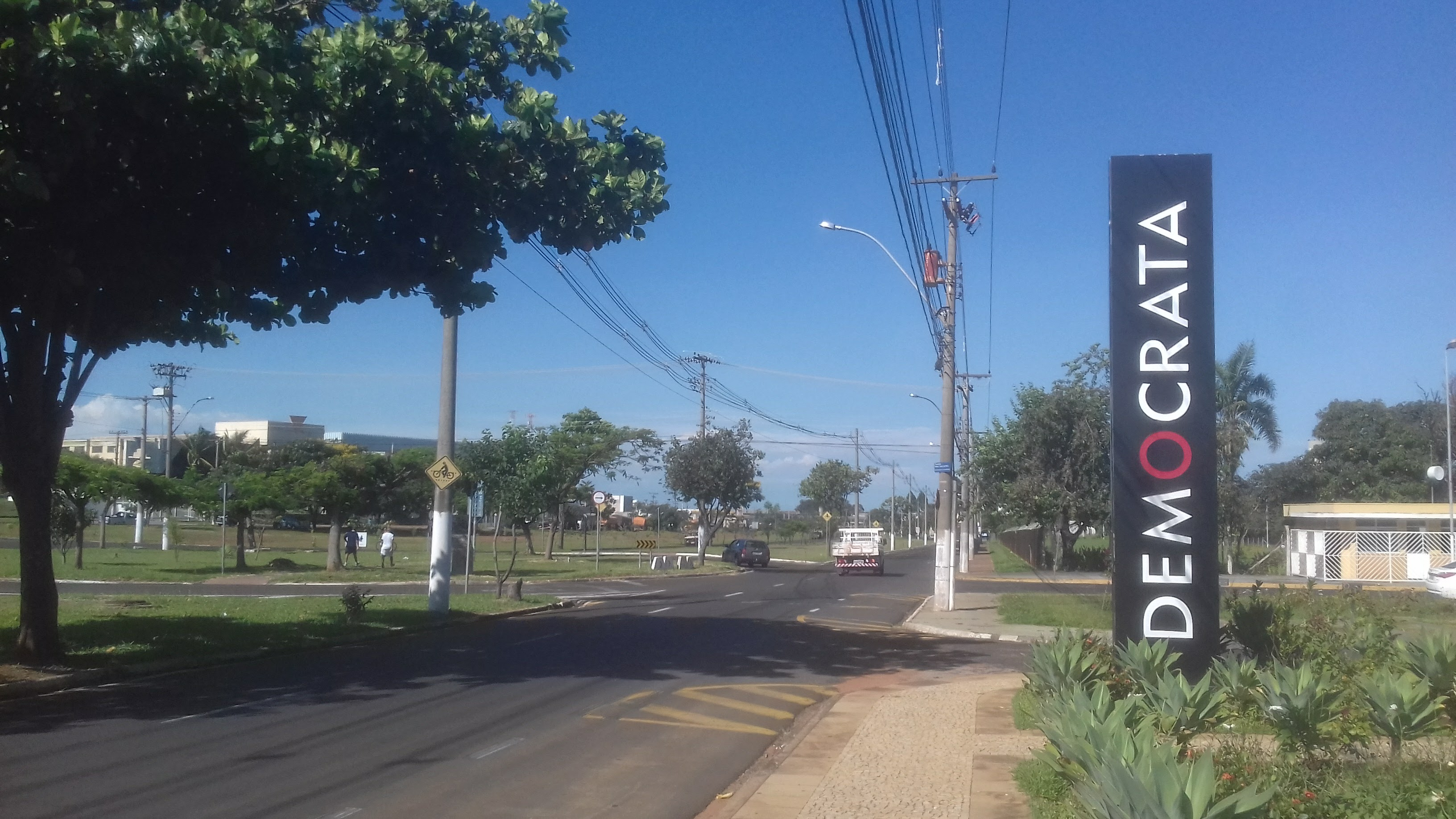
Pórtico de la fábrica de calzado para hombres Democrata, en São Paulo. Brasil es el cuarto productor de calzado más grande del mundo.

### Principales productos exportados (1902-1914)
Los principales productos que exportaba Brasil en este periodo eran principalmente dos, que suponían el 78,2% de todos los productos que exportaba. El más importante de todos era el café (un 62,3% del total de productos exportados) y en segundo lugar, se encontraba el caucho (con un 15,9% del total de los producción)
Brasil a diferencia de otros países latinoamericanos, tenía un pequeño abanico de productos exportables: café, caucho, azúcar y algodón. El café era el producto que daba dinamismo a la economía y gracias a él, el país era uno de los principales exportadores de este producto en el mercado mundial.

### Principales socios comerciales (1902-1914)
Los principales compradores de productos que Brasil exportaba fueron Estados Unidos, Inglaterra, Alemania y Francia. Todos ellos suponían alrededor de un 80% de las exportaciones del país. Principalmente Estados Unidos, que era el país con el que más comercializaba de todos (supone alrededor del 40% de las exportaciones de Brasil durante este periodo) y en segundo lugar, Inglaterra. A lo largo del tiempo, los socios con los que comercializaba van variando muy poco. Se siguen manteniendo los principales socios con los que comercializaba.

### Convergencia/Divergencia (1910-1949)
Durante la Primera Guerra Mundial se produce un aumento del PIB per cápita de Brasil debido a la llegada de mano de obra europea. Con respecto a otros países, podemos ver que diverge (es decir, que crece a un ritmo mucho menor) con Estados Unidos y España.
Durante la Gran Depresión el PIB per cápita de Brasil desciende debido a la crisis de 1929, pero se recupera pronto ya que no depende tanto del mercado financiero. Converge con Estados Unidos y España, no porque su economía crezca a un ritmo más rápido que el resto, sino porque a estos países les afecta mucho esta crisis y a Brasil no tanto.
Durante la Segunda Guerra Mundial, el PIB per cápita de Brasil aumenta. Con respecto a Estados Unidos, Brasil diverge debido a que dicho país experimenta un rápido crecimiento durante este periodo. Con respecto a España, sin embargo, encontramos que converge.

### Implantación políticas ISI (1950-1970)
Las exportaciones de Brasil durante este periodo de años sufren un descenso, por lo que podemos decir que consigue realmente su objetivo con las ISI, depender menos de las exportaciones. A partir de 1952, Brasil experimentó cambios en su moneda. El valor de los Cruceiros llega a duplicarse, como consecuencia de ello, con un dólar se podía obtener mayor cantidad. Por lo que otros países se ven incentivados a la hora de comprar productos brasileños. El país deja de depernder de las exportaciones que realizaba de su producto principal, el café.
Para la sustitución de las importaciones los países latinoamericanos deben realizar grandes inversiones en la compra de maquinaria. De esta forma, pueden fabricar ellos mismos los productos manufacturados que necesitan para su consumo en vez de tener que comprarlos a otros países y que les salga mucho más caro. Pero Brasil no tiene el suficiente dinero como para comprar a la vez maquinaria y bienes intermedios. Por ello, se suceden varios ciclos de compra de maquinaria y luego de bienes intermedios. Además, Brasil deja de importar bienes de consumo de otros países para consumir los que producen ellos mismos.
Entre 1952 y 1967 hay un periodo de déficit público en Brasil. Justo coincide con los años en los que el país implanta fuertemente las políticas ISI.
Los periodos en los que el déficit se intensifica coinciden con un aumento de la compra de bienes de capital, es decir, el país gasta más dinero del que tiene para adquirir máquinas y coincide con que sus exportaciones disminuyen. El periodo de años en el que experimenta un superávit coincide con que el país deja de comprar capital y pasa a importar bienes intermedios y justo coincide con que las exportaciones aumentan.
Con las políticas ISI lo que intentaban los gobiernos era que la industria se desarrollase y de esta forma, ayudar a la producción nacional para poder disminuir las importaciones manufactureras. Como podemos observar, el porcentaje de este sector aumenta considerablemente. Pasa de representar el 21% al 30%. Por lo que podemos decir, que Brasil sí consiguió hacer crecer el sector industrial y a su vez hacer que contribuyese a la producción nacional.

### La llegada de la democracia (1970-presente)
La gestión de Sarney, no pudo cosechar éxitos económicos de importancia, El PIB, en términos reales, era exactamente igual en 1990, al concluir el mandato de Sarney, que en 1982. El nuevo presidente Fernando Collor de Mello eludió al Congreso llevando adelante su plan de gobierno a través de decretos legislativos provisorios de necesidad y urgencia. Collor de Mello emitió en sus primeros 60 días de gestión 37 medidas provisorias. De Mello dio inicio a una política de privatizaciones a gran escala. Desde su primer día como presidente propuso medidas radicales para controlar la inflación, como el fin de la fijación de precios, que a largo plazo se mostraron ineficaces, adoptando el conocido como "Consenso de Washington", un conjunto de recetas neoliberales que fueron recomendadas a los países de América Latina para impulsar sus economías. Las bases de dicho consenso eran la implementación de una economía de mercado y la apertura económica, la reducción de su gasto público y privatizar sus empresas estatales Sin embargo, las medidas de `privatizaciones a gran escala y fuertes recortes del gasto público no dieron resultado y la inflación se reavivó a mediados de 1990. La economía seguía estancada y la caída del PIB era la mayor registrada desde la posguerra, mientras que 7.500.000 personas habían perdido sus empleos como resultado de las políticas de Collor de Mello.
Para el año 1992, el PIB había caído un 1,5% y la inflación anual estaba cercana al 1200%.  Durante la gestión de Collor de Mello el país completó tres años consecutivos de estancamiento económico. Esta prolongada recesión implicó una contracción de la demanda interna y una significativa elevación de la tasa de desempleo.
Fernando Collor de Mello estableció un gran esquema de corrupción política, utilizando el tráfico de influencias, y el sistema de grupo de presión gubernamental a cambio de sobornos, para obtener dinero de empresarios y funcionarios públicos a cambio de favores políticos, utilizando para ello a su tesorero de campaña, Paulo César Farías. La situación económica había ido empeorando paulatinamente al ir bajando los precios del petróleo. La moneda se había devaluado fuertemente, la inflación era muy alta y la deuda externa era una pesada carga para el país las reservas internacionales cayeron a 6.555 millones de dólares y el déficit fiscal global en el momento del cambio del gobierno representaba el 15,1% del PBI.
En 1991 estalló un escándalo de corrupción que derivó en la destitución de Fernando Collor de Mello y su reemplazo por el vicepresidente, Itamar Franco. Itamar continuó con las políticas basadas en el "Consenso de Washington", sin resultados. En 1992 la inflación era del 1.119% y un año después sería del 2.477%.
Ya durante la presidencia de Fernando Henrique Cardoso, Brasil comenzó a sentir los efectos de la contracción monetaria y de las altas tasas de interés, que afectaban directamente al nivel de actividad. Aumentó el desempleo y muchas empresas debieron cerrar sus puertas ante la imposibilidad de poder competir con los productos importados, tanto por las políticas de apertura comercial como por la sobrevaluación de la moneda. A su vez, el déficit fiscal y externo debía ser cubierto a través de financiamiento tanto interno como externo, generando un aumento continuo de la deuda pública y de las tasas de interés. La respuesta de las autoridades monetarias era que el déficit fiscal se solucionaría profundizando los ajustes del gasto público, mientras que el déficit externo sería transitorio. Cardoso llegó a un acuerdo con el FMI, a través del cual el organismo ofrecía un paquete de ayuda por 40.000 millones de dólares a cambio de que país aplicara nuevos ajustes fiscales, en diciembre de 1998, y un mes después Cardoso tuvo que anunciar una ampliación de la banda monetaria que permitía una devaluación del Real de hasta el 8%. Esta medida no hizo más que justificar los temores sobre la imposibilidad de mantener el tipo de cambio, por lo que la fuga de capitales se volvió aún más intensa y dos días después se tuvo que anunciar la libre flotación del real que perdió un 60% de su valor en tan solo un mes y una devaluación cercana al 40%.
Convertido en la mayor economía de América Latina, Brasil se ubica entre las 10 más grandes del mundo por ello está clasificado dentro de los países emergentes con alto potencial de desarrollo, constituyendo junto con Rusia, India y China el grupo denominado como BRIC. Su poderoso desarrollo industrial se refleja en el hecho de que el 74% de los bienes exportados son manufacturados y semi manufacturados y el sector representa cerca del 31% del PIB. En el campo aeroespacial Brasil tiene presencia regional.
Los gobiernos de Lula Da Silva y Dilma Rousseff han hecho esfuerzos para reducir las desigualdades en la distribución del ingreso y para incrementar la renta per cápita. Durante sus ocho años como presidente de Brasil, hizo reformas y radicales cambios que produjeron la transformación social y económica de Brasil, que triplicó su PIB per cápita según el Banco Mundial,
Brasil sigue siendo uno de los países más desiguales del mundo, pero ahora lo es un poco menos (1). Entre 2003 y 2010, los ingresos del 10% de la población más pobre crecieron un 8% anual: mucho más rápido que la economía y que los ingresos del 10% de la población más rica (+1,5%).
En 2009, el Consejo de los Derechos Humanos de la Organización de las Naciones Unidas (ONU), explicaba: “La tasa impositiva es muy elevada para los bienes y servicios, y baja para los ingresos y el patrimonio. Las familias que perciben un ingreso equivalente a menos de dos salarios mínimos pagan en promedio el 46% de sus ingresos en impuestos indirectos”.
En el 2009 el volumen de ventas minoristas en Brasil registró un aumento desestacionalizado de 1,5 en febrero y prolongó así el leve repunte de enero, informó el Instituto Brasileño de Geografía y Estadísticas (IBGE). Las ventas minoristas crecieron un 3,8% interanual en febrero.

### Crisis económica (2014-presente)
La crisis económica, la falta de políticas públicas y la corrupción condujo a un aumento de la pobreza en 2017. El pueblo brasileño, en rebelión, hace protestas masivas en la calle, con millones de personas, pidiendo el fin del izquierdismo en el país. En 2019, el candidato de derecha Jair Bolsonaro, exmilitar, es elegido.

## Brasil en el contexto internacional
La economía de Brasil se basa principalmente en los siguientes sectores: agricultura (primer productor mundial de café), minería (piedras preciosas), manufactura (equipos militares, electrónicos, automóviles, aviones) y servicios (potencia turística).
Brasil está viviendo un crecimiento espectacular a lo largo de los últimos años. Es un miembro destacado de los países emergentes (BRIC) y el único de Latinoamérica. Su producto interior bruto se ha visto incrementado en un 284% en el período que comprende los años del 2000 al 2011. Después de la crisis del 2008, Brasil se recuperó rápidamente del proceso de estancamiento debido a las exportaciones y a la excelente salud del mercado interno. Otro dato a tener en cuenta es su renta per cápita ofrecida por el Banco Mundial, que en el mismo período (2000-2011) se vio incrementado en un 225%, alcanzando los $12500 en 2011.
| Indicador                               | Valor                                              | Posición en el mundo                                          | Incremento                                                                              |
| --------------------------------------- | -------------------------------------------------- | ------------------------------------------------------------- | --------------------------------------------------------------------------------------- |
| producto interior bruto (nominal)       | 2.476.652.100.000 $ Fuente: Banco Mundial (2011)   | Países más ricos del mundo por PIB Puesto 6.º                 | 644.475.650.048 $ en 2000 (incr: 284,3%) Fuente: Ficha de Brasil en Banco Mundial       |
| Superficie                              | 8.514.880 km² Fuente: Banco Mundial (2010)         | Países más extensos del mundo Puesto 5.º                      | 8.511.965 km² en 2008 (incr: 0%) Fuente: Ficha de Brasil en Banco Mundial               |
| Población                               | 196.655.008 personas Fuente: Banco Mundial (2011)  | Países más poblados del mundo Puesto 5.º                      | 174.160.608 personas en 2000 (incr: 12,9%) Fuente: Ficha de Brasil en Banco Mundial     |
| Emisiones de CO2                        | 1,9 toneladas Fuente: Banco Mundial (2009)         | Países con mayores emisiones de CO2 Puesto 110.º              | 1,857 toneladas en 2000 (incr: 2,3%) Fuente: Ficha de Brasil en Banco Mundial           |
| Renta per cápita                        | 12.594 $ Fuente: Banco Mundial (2011)              | Países con mayor Renta Per Cápita Puesto 27.º                 | 3.870 $ en 2000 (incr: 225,4%) Fuente: Ficha de Brasil en Banco Mundial                 |
| Tasa de natalidad                       | 1,8 personas Fuente: Banco Mundial (2012)          | Países con mayor natalidad (niños por mujer) Puesto 132.º     | 2387 personas en 2000 (incr: -24,6%) Fuente: Ficha de Brasil en Banco Mundial           |
| Crecimiento económico                   | 2,7 % Fuente: Banco Mundial (2011)                 | Economías de mayor crecimiento Puesto 113.º                   | 4,29 % en 2000 (incr: -37,1%) Fuente: Ficha de Brasil en Banco Mundial                  |
| % usuarios Internet                     | 45 % Fuente: Banco Mundial (2011)                  | Países con mayor tasa de usuarios de Internet Puesto 74.º     | 2,87 % en 2000 (incr: 1467,9%) Fuente: Ficha de Brasil en Banco Mundial                 |
| Promedio de días para crear una empresa | 119 días Fuente: Banco Mundial (2011)              | Países más rápidos para montar una empresa Puesto 5.º         | 152 días en 2003 (incr: -21,7%) Fuente: Ficha de Brasil en Banco Mundial                |
| Consumo de energía por habitante        | 1.295 kilogramos Fuente: Banco Mundial (2008)      | Países con mayor consumo de energía por habitante Puesto 72.º | 1.066,24 kilogramos en 2000 (incr: 21,5%) Fuente: Ficha de Brasil en Banco Mundial      |
| Terreno dedicado a agricultura          | 31,3 % Fuente: Banco Mundial (2009)                | Países con más terreno dedicado a la agricultura Puesto 123.º | 30,9 % en 2000 (incr: 1,3%) Fuente: Ficha de Brasil en Banco Mundial                    |
| Potencia eléctrica consumida            | 2.384 kilovatios-hora Fuente: Banco Mundial (2010) | Países con más potencia eléctrica consumida Puesto 42.º       | 1.893,76 kilovatios-hora en 2000 (incr: 25,9%) Fuente: Ficha de Brasil en Banco Mundial |
| Superficie forestal                     | 5.195.220 km² Fuente: Banco Mundial (2010)         | Países con mayor superficie forestal Puesto 2.º               | 4.932.130 km² en 2000 (incr: 5,3%) Fuente: Ficha de Brasil en Banco Mundial             |
| Carreteras pavimentadas                 | 8 % Fuente: Banco Mundial (2004)                   | Países con más carreteras pavimentadas Puesto 166.º           | 5,5 % en 2000 (incr: 45,5%) Fuente: Ficha de Brasil en Banco Mundial                    |
| Índice de Competitividad Global         | 4,401 Fuente: Foro Económico Mundial (2013)        | Países más competitivos Puesto 48.º                           | 4,03 en 2007 (incr: 9,2%) Fuente: Ficha de Brasil en Foro Económico Mundial             |